# الحرب العالمية الثانية
الحرب العالمية الثانية هي حرب دولية بدأت في الأول من سبتمبر من عام 1939 في أوروبا وانتهت في الثاني من سبتمبر عام 1945، شاركت فيها أو تأثَّرت بها الغالبية العظمى من دول العالم منها الدول العظمى في حِلفَين عسكريَّين متنازعين هما: قوات الحلفاء ودول المحور، كما أنَّها الحرب الأوسع في التاريخ، وشارك فيها بصورة مباشرة أكثر من 100 مليون شخص من أكثر من 30 بلدًا، وقد وضعت الدول الرئيسية كافَّة قدراتها العسكرية والاقتصادية والصناعية والعلمية في خدمة المجهود الحربي.
أدَّت الحرب العالمية الثانية إلى عددٍ كبيرٍ من القتلى المدنيين، لعبت الطائرات دورًا رئيسيًا في الصراع، حيث مكَّنت القصف الاستراتيجي للمراكز السكنية الذي أودى بحياة حوالي مليون شخص، ومنه القنبلتان الذرِّيتان اللَّتان أُلقيتا على هيروشيما وناغازاكي، أدَّت الحرب إلى وقوع ما بين 50 و85 مليون قتيل حسب التقديرات؛ غالبيتهم من المدنيين؛ لذلك تعدُّ الحرب العالمية الثانية أكثر الحروب دمويةً في تاريخ البشرية. مات عشرات الملايين من الناس بسبب الإبادة الجماعية (بما في ذلك الهولوكوست) والجوع والمجازر والأمراض. في أعقاب هزيمة دول المحور، تمَّ احتلال ألمانيا واليابان، وأجريَّت محاكم جرائم حرب ضد القادة الألمان واليابانيين.
كانت الإمبراطورية اليابانية قد أعلنت الحرب على جمهورية الصين في 7 يوليو 1937؛ حيث هدفت إلى السيطرة على آسيا والمحيط الهادئ، إلا أنَّ البداية الفعلية للحرب تعتبر في الأول من سبتمبر عام 1939، وذلك عندما قامت ألمانيا باجتياح بولندا، وتوالت بعدها إعلانات الحرب على ألمانيا من قبل فرنسا والمملكة المتحدة. ومن أواخر عام 1939 إلى أوائل عام 1941، سيطرت ألمانيا النازية على مساحة واسعة من قارة أوروبا بعد سلسلة من الحملات العسكرية، وشكَّلت تحالف دول المحور مع إيطاليا واليابان، كما اتفقت مع الاتحاد السوفييتي على تقاسم الأراضي المجاورة لهما: بولندا، وفنلندا، ورومانيا، ودول البلطيق. بقيت المعركة الأساسية في الحرب بين دول المحور من جهة، والمملكة المتحدة إلى جانب دول الكومنولث من جهة أخرى، إضافة إلى حملة في شمال إفريقيا وحملة أخرى في شرق إفريقيا، إضافة إلى معركة برلين الجوية وقصف لندن، وحملة البلقان، ومعركة المحيط الأطلسي. وفي يونيو 1941، قام تحالف دول المحور بغزو الاتحاد السوفييتي فيما يعرف بعملية بارباروسا، ما أدَّى إلى إشعال الجبهة الشرقية، وهي أكبر مسرح للحرب في التاريخ، ما جعل كبرى دول المحور في حرب استنزاف، وقامت اليابان في ديسمبر 1941 بالهجوم على ميناء بيرل هاربر، كما هاجمت منطقة ملايا البريطانية في المحيط الهادئ؛ فسيطرت سريعًا على جزء كبير من غرب المحيط الهادئ.
توقف تقدُّم دول المحور عام 1942، عندما خسرت اليابان في معركة ميدواي بالقرب من ولاية هاواي الأمريكية، كما خسرت ألمانيا في معركة العلمين الثانية شمال إفريقيا، كما هزمها الاتحاد السوفييتي وحقَّق فوزًا حاسمًا في معركة ستالينغراد، وفي عام 1943، تلقَّت ألمانيا سلسلة هزائم على الجبهة الشرقية، كما قام الحلفاء بغزو صقلية، وغزو إيطاليا الذي أدَّى إلى استسلام إيطاليا، إضافة إلى انتصارات الحلفاء في المحيط الهادئ، فقدت دول المحور زمام المبادرة وبدأت تراجعًا استراتيجيًا في كافة الجبهات. وفي عام 1944، قام الحلفاء بتحرير فرنسا فيما يعرف بالإنزال النورماندي، في حين استعاد الاتحاد السوفييتي جميع المناطق التي خسرها وقام بغزو ألمانيا وحلفائها. وفي العامين 1944 و1945 تراجعت اليابان في جنوب وسط الصين وفي حملة بورما، في حين قام الحلفاء بشل حركة بحرية الإمبراطورية اليابانية وسيطرت على الجزر الرئيسية في المحيط الهادئ.
انتهت الحرب في أوروبا بغزو الحلفاء لألمانيا، وسيطرة الاتحاد السوفييتي على برلين والاستسلام غير المشروط من قبل ألمانيا في 8 مايو عام 1945. وعُقد بعدها مؤتمر بوتسدام قرب برلين، والذي صدر خلاله إعلان بوتسدام في 26 يونيو 1945، وقامت الولايات المتحدة في 6 أغسطس و9 أغسطس من عام 1945 بإلقاء قنبلتين نوويتين على هيروشيما وناغازاكي (على الترتيب)، تبع ذلك استسلام اليابان في 15 أغسطس 1945.
غيَّرت الحرب العالمية الثانية الخارطة السياسية والعسكرية والبنية الاجتماعية في العالم، كما أدَّت إلى إنشاء الأمم المتحدة؛ لتعزيز التعاون الدولي ومنع الصراعات في المستقبل، وأصبحت الدول المنتصرة في الحرب: الولايات المتحدة والاتحاد السوفياتي والصين والمملكة المتحدة وفرنسا أعضاء دائمين في مجلس الأمن التابع للأمم المتحدة، فيم برزت الولايات المتحدة والاتحاد السوفييتي كقوى عظمى على الساحة الدولية، وانحسر نفوذ القوى الأوروبية، وهذا ما مهَّد لطريق للحرب الباردة والتي استمرت في السنوات الـ46 القادمة، أما الدول الكبرى الأوروبية فقد تضاءل نفوذها، حيث بدأت حركات الاستقلال في آسيا وإفريقيا. اتجهت الدول التي تضرَّرت الصناعة فيها إلى إصلاح وضعها الاقتصادي، أما على الصعيد السياسي، تحديداً في أوروبا فقد بدأت مرحلة تكامل؛ سعيًا لتجنب العداوات التي تسبب الحروب، وأن يكون للأوروبيين هوية مشتركة.

## التسلسل الزمني
عمومًا يعتبر تاريخ بداية الحرب هو الأول من سبتمبر 1939، حيث بدأ الغزو الألماني لبولندا، تلاه إعلان كل من بريطانيا وفرنسا الحرب على ألمانيا في الثالث من سبتمبر، أما في المحيط الهادي فيعتبر تاريخ بداية الحرب هو بداية الحرب اليابانية الصينية الثانية في السابع من يوليو 1937، حتى أن البعض يعتبر تاريخ البداية هو الغزو الياباني لمنشوريا في التاسع عشر من سبتمبر 1931.
واتبع آخرون ما قاله المؤرخ البريطاني ألان جون بيرسيفال تايلور، وهو أن كلًا من الحرب اليابانية الصينية الثانية والحرب في أوروبا قد تزامنتا واندمجتا عام 1941. وهنالك تواريخ أخرى لبداية الحرب مثل الحرب الإيطالية الإثيوبية الثانية في الثالث من أكتوبر 1935. ويرى المؤرخ البريطاني أنتوني بيفور أن الحرب العالمية الثانية بدأت مع بداية معركة خالخين غول بين اليابان والقوات المنغولية والاتحاد السوفييتي من مايو إلى سبتمبر 1939.
ولم يتفق الجميع على تاريخ محدد لنهاية الحرب، فقد كان الميل أكثر إلى أن الحرب انتهت في هدنة الرابع عشر من أغسطس 1945 وهو يوم الانتصار على اليابان، وليس اليوم الذي أعلنت فيه اليابان استسلامها (2 سبتمبر 1945). ووُقِّعَت معاهدة سلام مع اليابان عام 1951 لمناقشة كافة التفاصيل المتبقية مثل دفع تعويضات إلى السجناء الذين تعرضوا للاعتداء. إلا أن آخر جندي ياباني -وهو هيرو أونودا- لم يستسلم إلا عام 1974. وبعد ذلك عقدت معاهدة سلام للاستقرار النهائي لألمانيا الذي مهد لإعادة توحيد ألمانيا عام 1990 وحُلَّت بذلك كافة المشاكل التي تبعت الحرب العالمية الثانية.

## خلفية تاريخية

### أوروبا
أحدثت الحرب العالمية الأولى تغييرًا جوهريًا على الخريطة السياسية في أوروبا، وذلك بهزيمة دول الوسط – وهي: الإمبراطورية النمساوية المجرية، والإمبراطورية الألمانية، والإمبراطورية العثمانية – إضافة إلى ثورة أكتوبر التي قام بها البلاشفة في روسيا، والتي أدت إلى تأسيس الاتحاد السوفييتي، في حين أن الحلفاء في الحرب العالمية الأولى المنتصرين في الحرب منهم فرنسا وبلجيكا وإيطاليا واليونان ورومانيا قد ضموا إليهم أراضي جديدة، كما ظهرت دول جديدة مكان الإمبراطوريات النمساوية المجرية، والعثمانية، والروسية.
أقيمت عصبة الأمم خلال مؤتمر باريس للسلام 1919 لمنع وقوع حرب عالمية جديدة، وذلك عن طريق أسلوب الأمن المشترك، ووقف التسلح البحري وذلك بمعاهدة واشنطن البحرية، وإيقاف النزاعات الدولية عن طريق محادثات السلام والوساطات.

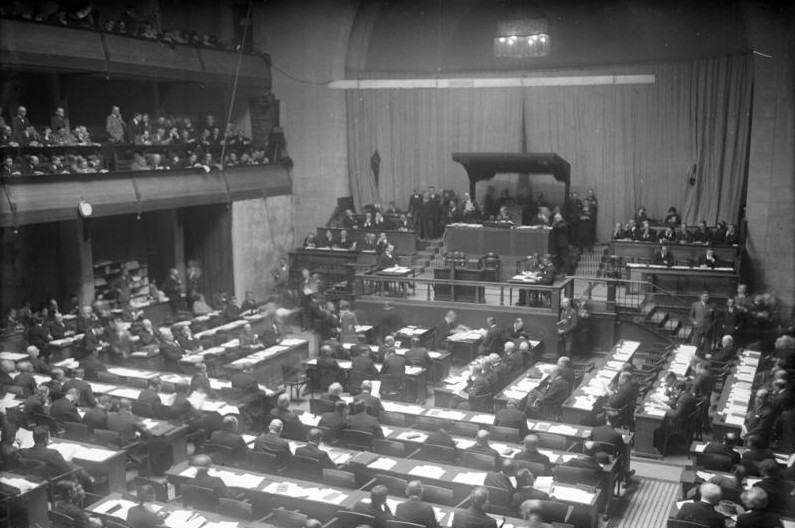
عصبة الأمم في جنيف، سويسرا عام 1930

رغم أن حركة السلامية ازدادت قوة بعد الحرب العالمية الأولى، كان من نتائج الحرب العالمية الأولى أن زادت روح القومية، والرغبة في الانتقام في دول أوروبية عديدة، وكان ذلك واضحًا خصوصًا في ألمانيا بعد خسارتها لجزء ملحوظ من أراضيها ومستعمراتها وأموالها بسبب معاهدة فرساي، حيث خسرت ألمانيا بسبب المعاهدة حوالي 13 بالمئة من مساحة أراضيها إضافة إلى خسارة جميع مستعمراتها، كما منعت من ضم أراض إليها، وفرض عليها دفع تعويضات للحلفاء، كما حجَّمت المعاهدة قدرة وعدد أفراد جيشها.
حُلت الإمبراطورية الألمانية بعد ثورة نوفمبر (1918-1919)، وأنشئت حكومة ديمقراطية، عرفت فيما بعد باسم جمهورية فايمار، وشهدت فترة ما بين الحربين العالميتين الصراع بين أنصار الجمهورية الجديدة والمعارضين المتشددين من اليمينيين واليساريين. أما إيطاليا التي كانت من الحلفاء، فقد حققت بعض المكاسب الإقليمية، إلا أن القوميين الإيطاليين كانوا غاضبين من عدم تنفيذ بريطانيا وفرنسا لوعودهما في اتفاقية لندن عام 1915، حيث وعدتا إيطاليا بحماية إيطاليا عند دخولها في الحرب، وفي الفترة ما بين عامي 1922 - 1925 استولت الحركة الفاشية بقيادة بينيتو موسيليني على السلطة، حيث حملت الحركة راية القومية، والشمولية، والتعاون بين طبقات المجتمع، فألغت الحركة بذلك الديمقراطية النيابية، وقمعت القوى الاشتراكية، واليسارية، والليبرالية، واتبعت سياسة خارجية توسعية تهدف إلى جعل إيطاليا قوة عالمية، وتأسيس «الإمبراطورية الرومانية الحديثة».

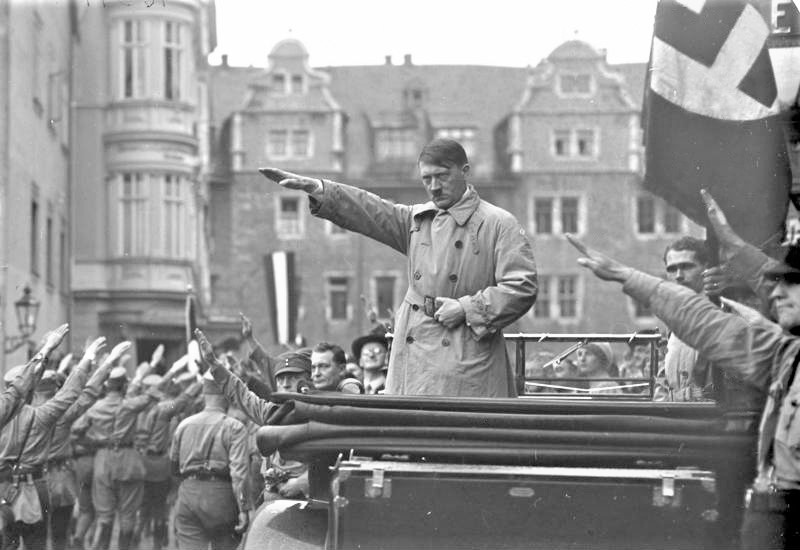
أدولف هتلر أمام جمهور من النازيين في فايمار، في أكتوبر من عام 1930

قاد أدولف هتلر انقلابًا فاشلًا على السلطة في ألمانيا عام 1923، لكنه أصبح فيما بعد مستشارًا لألمانيا عام 1933، فألغى النظام الديمقراطي، وأيد القيام بمراجعة للنظام العالمي، وبعد ذلك بفترة قصيرة قام بتوقيع معاهدات تسلح ضخمة، وذلك ما جعل العلماء السياسيين يتوقعون أن حربًا عالمية ثانية سوف تندلع. وسعت فرنسا للحفاظ على تحالفها مع إيطاليا عبر توقيع الاتفاقية الفرنسية الإيطالية التي نص أحد بنودها على عدم اعتراض فرنسا على احتلال إيطاليا لإثيوبيا، وتفاقم الوضع في بداية عام 1935 عندما ضمت ألمانيا إليها إقليم سار، كما خرق هتلر معاهدة فرساي حيث عمل على رفع وتيرة برنامج التسلح، وفرض التجنيد الإجباري.
أسست بريطانيا وفرنسا وإيطاليا جبهة ستريزا، ونوت أن تضم ألمانيا إليها، إلا أن بريطانيا عقدت اتفاقية بحرية مستقلة مع ألمانيا في يونيو من عام 1935 أزالت عوائق عن الملاحة، أما الاتحاد السوفييتي فقد كان قلقًا حيال أهداف ألمانيا من السيطرة على مناطق واسعة من أوروبا الشرقية، فعقد اتفاقية تعاون مشترك بينه وبين فرنسا بهدف تطويق ألمانيا، أما الولايات المتحدة القلقة من الأحداث في آسيا وأوروبا، فقد ألغت إعلانها للحياد عن ما يحصل في القارتين في أغسطس 1935.
تحدى هتلر معاهدة فرساي ومعاهدات لوكارنو وذلك بإعادة تسليح منطقة راينلاند في مارس من عام 1936، ولقي معارضة ضعيفة من الدول الأوروبية الأخرى، وفي أكتوبر عام 1936 شكلت ألمانيا مع إيطاليا محور روما-برلين، وفي نوفمبر من العام نفسه شكلت ألمانيا مع اليابان حلف مناهضة الكومنترن، التي انضمت إليها إيطاليا في العام التالي.

#### الحرب الأهلية الإسبانية (1936–1939)
عندما اندلعت الحرب الأهلية في إسبانيا، قدم هتلر وموسوليني الدعم العسكري للمتمردين القوميين بقيادة الجنرال فرانسيسكو فرانكو. دعمت إيطاليا القوميين إلى حد أكبر مما فعل النازيون: أرسل موسوليني إلى إسبانيا أكثر من 70.000 جندي بري و6.000 من أفراد الطيران، بالإضافة إلى حوالي 720 طائرة. دعم الاتحاد السوفييتي الحكومة الحالية للجمهورية الإسبانية. كما قاتل أكثر من 30 ألف متطوع أجنبي، المعروفين باسم الألوية الدولية، ضد القوميين. استخدمت كل من ألمانيا والاتحاد السوفييتي هذه الحرب بالوكالة كفرصة لاختبار أسلحتهم وتكتيكاتهم الأكثر تقدمًا في القتال. انتصر القوميون في الحرب الأهلية في أبريل 1939؛ ظل فرانكو، الدكتاتور الحالي، محايدًا رسميًا خلال الحرب العالمية الثانية لكنه فضل المحور عمومًا. كان أعظم تعاون له مع ألمانيا هو إرسال متطوعين للقتال على الجبهة الشرقية.

#### الغزو الياباني للصين (1937)
في يوليو 1937، استولت اليابان على العاصمة الإمبراطورية الصينية السابقة بكين بعد التحريض على حادثة جسر ماركو بولو، والتي بلغت ذروتها في الحملة اليابانية لغزو الصين بأكملها. وسرعان ما وقع السوفييت على اتفاقية عدم اعتداء مع الصين لتقديم الدعم المادي، مما أنهى فعليًا تعاون الصين السابق مع ألمانيا. من سبتمبر إلى نوفمبر، هاجم اليابانيون تاييوان، واشتبكوا مع جيش الكومينتانغ حول شينكو، [مصدر غير موثوق؟] وقاتلوا القوات الشيوعية في بينغشينغوان. نشر الجنرال شيانج كاي شيك أفضل جيش لديه للدفاع عن شنغهاي، ولكن بعد ثلاثة أشهر من القتال، سقطت شنغهاي. واصل اليابانيون صد القوات الصينية، واستولوا على العاصمة نانكينج في ديسمبر 1937. وبعد سقوط نانكينج، قُتل عشرات أو مئات الآلاف من المدنيين الصينيين والمقاتلين الذين نُزِعَ سلاحهم على يد اليابانيين.
في مارس 1938، حققت القوات الصينية القومية أول انتصار كبير لها في تايرزهوانغ، ولكن بعد ذلك استولى اليابانيون على مدينة شوتشو في مايو. [مصدر غير موثوق؟] في يونيو 1938، أوقفت القوات الصينية التقدم الياباني عن طريق إغراق نهر النيل. النهر الأصفر؛ أتاحت هذه المناورة الوقت للصينيين لإعداد دفاعاتهم في ووهان، ولكن اسْتُوْلِيَ على المدينة بحلول أكتوبر. ولم تؤد الانتصارات العسكرية اليابانية إلى انهيار المقاومة الصينية الذي كانت اليابان تأمل في تحقيقه؛ بدلاً من ذلك، انتقلت الحكومة الصينية إلى الداخل إلى تشونغتشينغ وواصلت الحرب.

### آسيا
أطلق حزب الكومينتانغ الصيني حملة توحيد ضد أمراء الحرب الإقليمية، لتوحيد الأقاليم الصينية المنقسمة منذ منتصف عشرينيات القرن الماضي، ولكن سرعان ما تطورت الأحداث لتندلع حرب أهلية ضد حلفاء الحزب الشيوعي الصيني السابق. وفي عام 1931، قررت اليابان مد نفوذها إلى الصين، كخطوة أولى لتحقيق حق البلاد في حكم آسيا، فاستخدموا حادثة موكدين كذريعة لغزو منشوريا (إقليم صيني)، وأسست حكومة مانشوكو.
ناشدت الصين عصبة الأمم للمساعدة في وقف تقدم القوات اليابانية، فانسحبت اليابان من العصبة، بعد أن أدانت التوغل في منشوريا، وخاضت الدولتان معارك عدة في شنغهاي وريهو وهيبي، حتى اُتُّفِقَ على هدنة تونغو عام 1933، بعد ذلك واصلت قوات المتطوعين الصينيين مقاومة العدوان الياباني في منشوريا وتشاهار.
وفي هذه الأثناء، وقِّعت الاتفاقية الفرنسية الإيطالية والتي بموجبها تنازلت فرنسا لإيطاليا عن عدة أمور لإرضاء طموحها الاستعماري. وفي عام 1935 أعيد حوض سار لألمانيا بعد كانت عصبة الأمم قد انتدبت كل من فرنسا وبريطانيا لإدارة شؤونه وفق معاهدة فرساي. وبعد ذلك قام هتلر بخرق معاهدة فرساي، وفرض التجنيد الإجباري وسارع برنامج التسليح.
وفي نفس العام قامت كل من فرنسا وإيطاليا وبريطانيا، بعقد اتفاقية ستريسا في حين قام الاتحاد السوفييتي بعقد معاهدة فرانكو-سوفييت للمساعدة المتبادلة مع فرنسا، نظراً لقلقه من أطماع ألمانيا التوسعية. وفي يونيو 1935، عقدت بريطانيا وألمانيا اتفاقية أنغلو-ألمانيا، لتقليل القيود المفروضة على ألمانيا. وفي أغسطس أقرت الولايات المتحدة قانون الحياد، لتعزل نفسها عن الأحداث في أوروبا وآسيا. وفي أكتوبر غزت إيطاليا إثيوبيا، وكانت ألمانيا هي الدولة الأوروبية الوحيدة الداعمة للغزو بشكل كامل، وعلى إثر ذلك تراجعت إيطاليا عن اعتراضها على ضم ألمانيا للنمسا.
تحدى هتلر معاهدة فرساي ومعاهدة لوكارنو بإعادة عسكرة راينلاند عام 1936، وجاءت ردود ضعيفة من قبل الدول الأوروبية. وعندما اندلعت الحرب الأهلية الإسبانية في يوليو، أيد هتلر وموسوليني القوى القومية ضد الحزب الجمهوري الإسباني المدعوم من الاتحاد السوفيتي، استغل الطرفين هذا الصراع لاختبار الأسلحة والأساليب الحربية الجديدة، وقد ربحت القوى القومية الحرب لاحقاً. وفي أكتوبر عام 1936، شكلت ألمانيا وإيطاليا محور روما برلين. وبعد شهر، وقعت ألمانيا واليابان اتفاقية مكافحة الشيوعية، والتي انضمت إليها إيطاليا في العام التالي. وفي الصين، بعد حادثة شيان وافق حزب الكومينتانغ والقوات الشيوعية على وقف إطلاق النار من أجل تشكيل جبهة موحدة لمواجهة اليابان.

## أحداث ما قبل الحرب

### غزو إثيوبيا (1935)
قامت إيطاليا بغزو أثيوبيا في الفترة ما بين أكتوبر 1935 ومايو 1936، مما نتج عنه ضم أثيوبيا إلى المستعمرات الإيطالية في شرق أفريقيا الإيطالية. أظهر هذا فشل عصبة الأمم في الحفاظ على السلام الدولي لأن كلا من إيطاليا وأثيوبيا كانتا أعضاء في العصبة لكن العصبة لم تفعل شيء على الرغم من مخالفة إيطاليا الصريحة لقواعد العصبة.

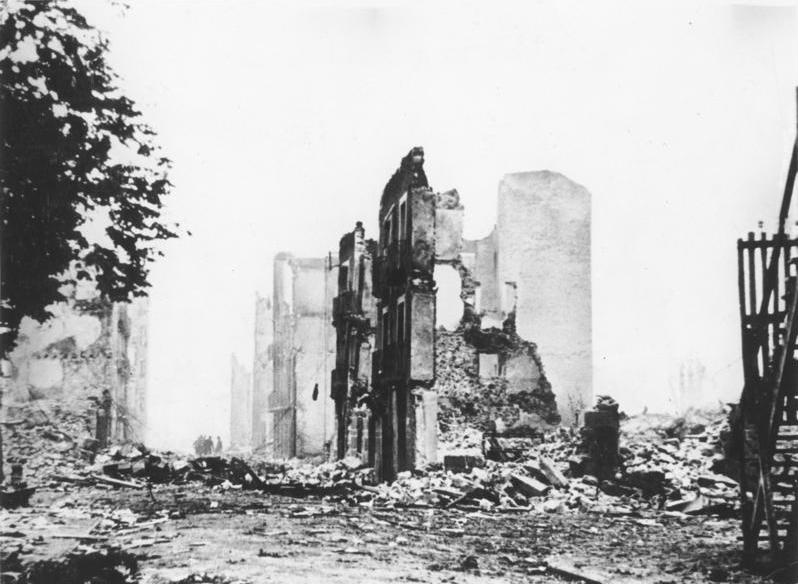
قصف غرنيكا عام 1937

### الحرب الأهلية الإسبانية (1936-1939)
قدمت كل من ألمانيا وإيطاليا دعمًا عسكريًا لتمرد القوميين في أسبانيا، بينما ساند الاتحاد السوفيتى الحكومة القائمة التي كانت ذات اتجاهات يسارية. وكان دعم إيطاليا للمتمردين أكبر من دعم النازيين: فقد أرسل موسوليني إلى القوميين بـ 660 طائرة و 150 دبابة و 800 قطعة مدفعية و 10000 رشاش و 240.000 بندقية. بالإضافة إلى CTV والفيلق الجوي لدعم قضيتهم. وفي ذروة الحرب أمدتهم بخمسين ألف رجل. بينما كان دعم الاتحاد السوفيتي لحكومة الجمهورية الإسبانية بأكثر من 30 ألف متطوع أجنبي المعروفين باسم الألوية الدولية قاتلوا ضد القوميين. واستخدمت كل من ألمانيا والاتحاد السوفيتي هذه الحرب بالوكالة كفرصة لاختبار أسلحتهما وتكتيكاتهما الأكثر تقدمًا في القتال. كما أثار قصف غرنيكا من قبل فيلق كوندور الألماني في أبريل 1937 مخاوف على نطاق واسع أن الحرب الرئيسية القادمة ستشمل هجمات واسعة النطاق ضد المدنيين.
انتصر القوميون في الحرب الأهلية في أبريل 1939، فأصبح فرانكو دكتاتوراً جديداً في إسبانيا، وقد تفاوض معه كلا الجانبين خلال الحرب العالمية الثانية، ولكن لم يُتَوَصَّل لأي اتفاقات رئيسية. بحيث أصبحت إسبانيا محايدة رسميًا خلال الحرب العالمية الثانية لكنها فضلت المحور عمومًا. كان أكبر تعاون لفرانكو مع ألمانيا هو إرسال متطوعين للقتال على الجبهة الشرقية.

### الغزو الياباني للصين (1937)

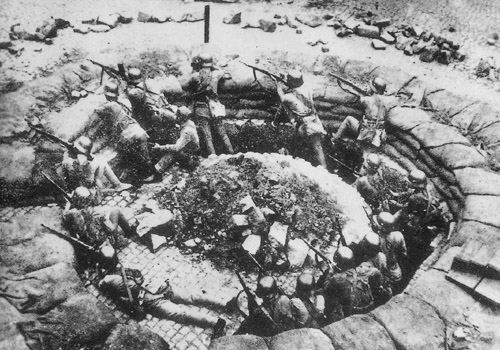
جنود صينيون من الجيش الوطني الثوري، يستخدمون مدفع رشاش ألماني

في يوليو 1937 استغلت اليابان حادثة جسر ماركو بولو لغزو الصين، فقام الاتحاد السوفييتي بتوقيع ميثاق عدم الاعتداء مع الصين لتقديم الدعم العسكري، والتي أنهت التعاون الذي كان قائماً بين الصين وألمانيا. في حين دفع القائد شيانج كاي شيك بنخبة الجيش الوطني الثوري للدفاع عن شانغهاي، ولكن المدينة سقطت خلال ثلاث أشهر، وواصلت القوات اليابانية تقدمها واستولت على نانجينغ -عاصمة البلاد في ذلك الوقت- وارتكبت فيها مذبحة نانجنغ.
في يونيو 1938 استطاعت القوات الصينية إيقاف تقدم اليابانيين، وأخرت احتلال مدينة ووهان إلى شهر أكتوبر، بسبب فيضان النهر الأصفر، وعلى الرغم من انتصارات اليابانيين المتلاحقة إلا أن ذلك لم يوقف المقاومة الصينية، حيث نقلت الحكومة الداخلية مقرها إلى مدينة تشونغتشينغ.

### الغزو الياباني للاتحاد السوفيتي ومنغوليا (1938)
في 29 يوليو 1938 غزت القوات اليابانية الاتحاد السوفييتي ووقعت أولى المعارك والتي انتصر فيها السوفييت، وعلى الرغم من ذلك رفضت اليابان الاعتراف بذلك وقررت في 11 مايو 1939 تحريك الحدود المنغولية حتى نهر غول، حيث وقعت معركة خالخين غول والتي انتصر فيها الجيش الأحمر على جيش كوانتونغ، الأمر الذي أدى إلى تشكيل قناعة لدى اليابانيين بعدم مهاجمة الاتحاد السوفيتي حتى لا يتدخل في حرب الصين، وحولت انتباهها باتجاه الجنوب نحو المستعمرات الأوروبية في المحيط الهادئ، وفي الاتحاد السوفيتي أدت هذه الحوادث إلى عدم إقالة قادة عسكريين ذوي خبرة مثل غيورغي جوكوف والذي سيلعب دوراً مهماً في المستقبل في معركة الدفاع عن موسكو.

### النزاعات والاتفاقيات الأوروبية

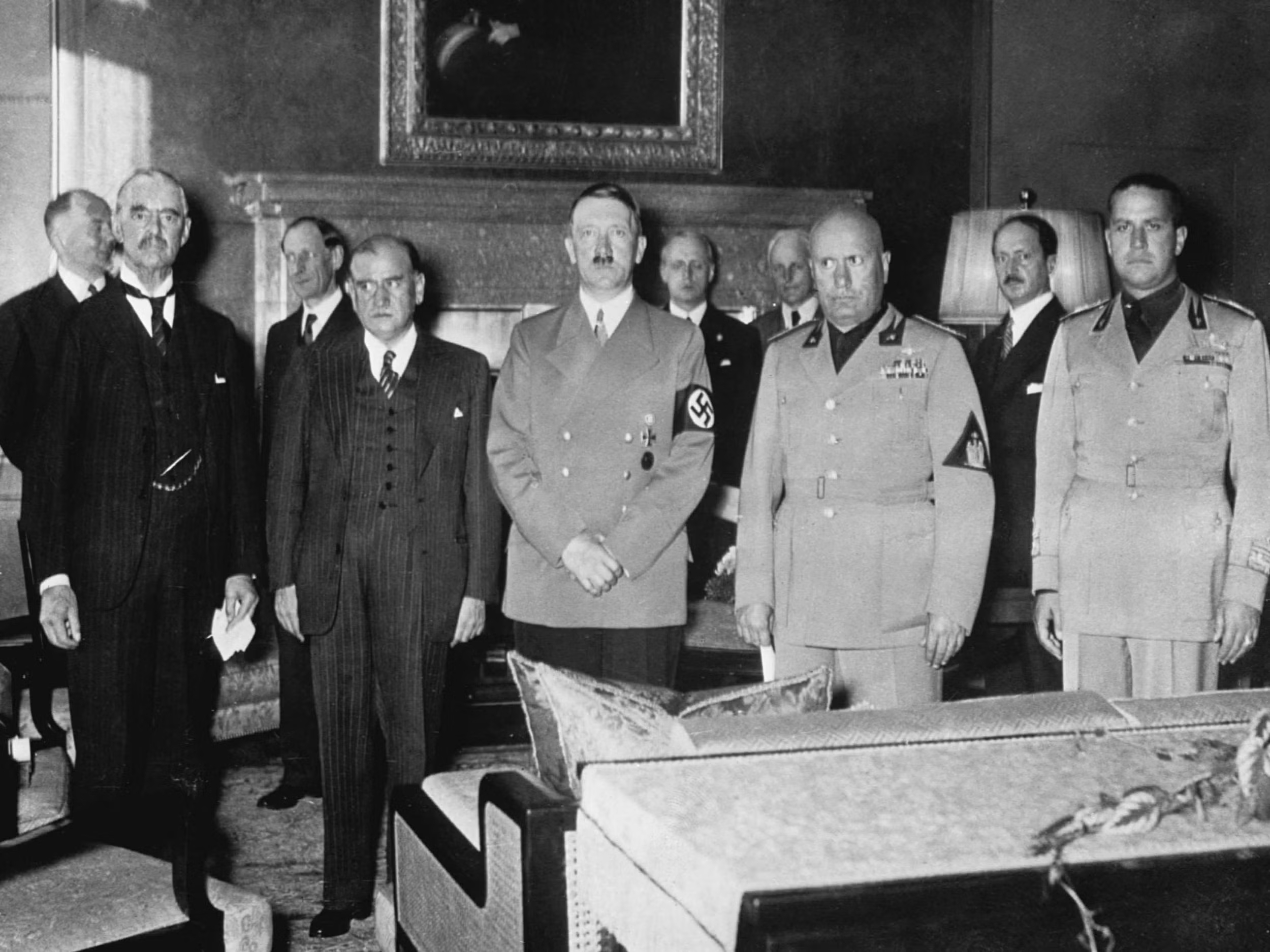
صورة للقادة قبل توقيع معاهدة ميونخ. من اليمين غالياتسو تشانو، بينيتو موسوليني، أدولف هتلر، إدوار دلادييه، نيفيل تشامبرلين

أصبحت ألمانيا وإيطاليا أكثر جرأة، حيث ضمت ألمانيا النمسا في مارس 1938، الأمر الذي لم يلقَ رد فعل يذكر لدى الأوروبيين. وهنا طالب هتلر بضم منطقة السوديت التابعة لتشيكوسلوفاكيا بدعوى أن غالبية سكانها من أصل ألماني، وقد وافقت كل من فرنسا وبريطانيا على طلبه في معاهدة ميونخ والتي نصت على ضم منطقة السوديت إلى ألمانيا، على أن توقف ألمانيا توسعاتها العدوانية. وبعد وقت قصير أجبرت ألمانيا وإيطاليا تشيكوسلوفاكيا على التنازل عن الأراضي التي تقطنها أغلبية مجرية إلى المجر وذلك وفق منحة فيينا الأولى.
وعلى الرغم من تلبية مطالب ألمانيا إلا أن هتلر كان غاضباً من أن بريطانيا لم تقبل بضم تشيكوسلوفاكيا في عملية واحدة، وأمر لاحقاً وبشكل سري بتشكيل أسطول بحري لمواجهة الأسطول البريطاني. وفي شهر مارس1939 غزت ألمانيا ما تبقى من تشيكوسلوفاكيا، وقسمتها إلى محمية بوهيميا ومورافيا وجمهورية سلوفاكيا العميلة.
طالب هتلر بمدينة دانزيغ التابعة لبولندا، غير أن ذلك يتناقض مع التحالف العسكري البريطاني البولندي والمدعوم فرنسياً، وعندما غزت إيطاليا ألبانيا، حصل تحالف مماثل بين الفرنسيين والبريطانيين مع اليونان ورومانيا، لضمان استقلالهما، بعد ذلك بوقت قصير وقعت ألمانيا وإيطاليا مايعرف بالحلف الفولاذي. وفي وقت لاحق اتهم هتلر كلاً من بريطانيا وبولندا بمحاولة تطويق ألمانيا، وبناءً عليه ألغى معاهدة عدم الاعتداء بين البحرية الألمانية والبولندية، ومعاهدة البحرية الألمانية البريطانية، وقدم لبولندا ميثاقاً جديداً يضمن عدم اعتداء ألمانيا عليها في حال وافقت على الترسيم الجديد للحدود، والذي يضم مدينة دانزيغ لألمانيا، ولكن البولنديين اعتبروا أن مدينة دانزيغ هي ضرورة أمنية لبولندا.
في شهر أغسطس 1939، وقعت ألمانيا والاتحاد السوفياتي حلف مولوتوف ريبنتروب، والذي يمثل معاهدة عدم اعتداء مع بروتوكول السرية، وقد شمل الاتفاق حق كل طرف في أخذ «مناطق النفوذ» (غرب بولندا وليتوانيا لألمانيا؛ شرق بولندا، فنلندا، استونيا، لاتفيا وبيسارابيا للاتحاد السوفييتي). وأثار أيضاً مسألة استقلال بولندا المكفولة من قبل فرنسا وبريطانيا بموجب الاتفاقيات الموقعة. كان الاتفاق مهماً لهتلر لأنه ضمن عدم تدخل الاتحاد السوفييتي بعد غزوه لبولندا.
وصلت الأزمة ذروتها في أواخرشهر أغسطس مع استمرار حشد القوات الألمانية على الحدود البولندية، وفي لقاء خاص قال وزير الخارجية الإيطالي غالياتسو تشانو أكد هتلر أن حيادية بولندا مشكوك بها وأن هناك حاجة إما لاستسلامها أو تصفيتها، لمنعها من الوقوف في وجه ألمانيا مستقبلاً، حيث أن الحرب مع الديمقراطيات الغربية أمر لا مفر منه، وقال أنه لا يعتقد أن فرنسا وبريطانيا ستتدخلان إذا ما هاجم بولندا.
في 23 أغسطس أعطى هتلر الأوامر ببدأ الهجوم يوم 26 أغسطس، ولكنه عندما سمع تأكيد بريطانيا على اتفاقية المساعدة المتبادلة مع بولندا، وأن إيطاليا ستقف على الحياد، قرر تأجيل ذلك.
واستجابة لنداءات بريطانيا للمفاوضات المباشرة، طالبت ألمانيا في 29 أغسطس بإرسال مفوض بولندي للتفاوض بشأن تسليم مدينة دانزيغ والممر البولندي لألمانيا، بالإضافة للموافقة على حماية الأقلية الألمانية في بولندا، غير أن البولنديين رفضو الامتثال لهذه الطلبات، وأعلنت ألمانيا 31 أغسطس رسمياً أن بولندا قد رفضت مطالبها.

## أسباب الحرب

الأجزاء المقتطعة من ألمانيا وفق معاهدة فرساي

- نتائج معاهدة فرساي والأزمة الاقتصادية:[72]

### أهم الأسباب
- - فرض الحلفاء على الدول المنهزمة في الحرب العالمية الأولى وخصوصاً ألمانيا معاهدات مجحفة، حيث خسرت ألمانيا بموجب هذه المعاهدات 12.5% من مساحتها و12% من سكانها، وحوالي 15% من إنتاجها الزراعي و10% من صناعتها و74% من إنتاجها من خام الحديد، ونصت على ألا يزيد الجيش الألماني على مئة ألف جندي، ودفع تعويضات كبيرة للحلفاء.[73]
  - بداية الأزمة الاقتصادية عام 1929، والتي أدت إلى وصول أنظمة دكتاتورية إلى السلطة في بعض البلدان، وانهماك الكثير من الدول في معالجة أزماتها الاقتصادية جعلها، تقلل من أهمية ما يجري على الصعيد الدولي.
  - في ظل الأزمة الاقتصادية، انتشرت الحماية الجمركية مما أدى إلى حدوث المواجهة بين الأنظمة الديمقراطية والفاشية من أجل السيطرة على الأسواق الخارجية وامتلاك المستعمرات.
  - فشل مؤتمر جنيف لنزع السلاح والحد من خطورة التسابق نحو التسلح وانسحاب ألمانيا من عصبة الأمم سنة 1933 تعبيرا عن تمسكها بشرعية مطلبها في إعادة بناء قوتها العسكرية وإلغاء ما تضمنته معاهدة فرساي من بنود مجحفة في حقها.
  - بعد وصول هتلر إلى الحكم، شرع في التخلص من قيود معاهدة فرساي من خلال فرض التجنيد الإجباري، وتطوير الصناعة الحربية، وتسليح منطقة الراين، واسترجاع حوض سار.
- اتباع الأنظمة الفاشية سياسة خارجية عدوانية توسعية:[74]
  - احتلال وغزو مقاطعة منشوريا الواقعة بالشمال الشرقي للصين من قبل اليابان سنة 1931 دون أن يصدر عن المنظمة الدولية أي رد فعل حاسم.
  - احتلال إثيوبيا من قبل إيطاليا سنتي 1935 و1936 وفشل العقوبات الاقتصادية المفروضة عليها بعد أن انسحبت كل من ألمانيا واليابان من عصبة الأمم وامتنعت فرنسا عن تطبيق تلك العقوبات.
  - التوسع الألماني على حساب النمسا وبولونيا، واحتلالها منطقة السوديت ومعظم أراضي تشيكوسلوفاكيا في إطار ما عرف باسم المجال الحيوي.
  - عقدت الأنظمة الفاشية تحالفات عسكرية والتي من أبرزها محور برلين–روما-طوكيو.
  - تدخل ألمانيا وإيطاليا في الحرب الأهلية الإسبانية التي آلت إلى قيام نظام فاشي جديد.
  - عجز عصبة الأمم عن وضع حد لسياسة التسلح والتوسع والتحالفات التي نهجتها الأنظمة الفاشية. وأصبحت هذه المنظمة تمثل فقط دول الحلفاء والبلدان الموالية لها بعد انسحاب الدول الفاشية منها.

وبتلك الأسباب اعتبر السلام الناتج عن مقررات مؤتمر باريس للسلام لسنة 1919، إهانة كبرى بالنسبة لألمانيا، لأن معاهدة فرساي مزقت وحدتها الإقليمية والبشرية والاقتصادية وسلبت منها جميع مستعمراتها، كذلك أدى هذا المؤتمر إلى خيبة أمل كبرى بالنسبة لإيطاليا لأنه تجاهل طموحاتها وتوسعها الاستعماري.
وقد ترتب على هذا السلام المنقوص بروز عدة مناطق توتر بسبب تأجج الشعور القومي وخاصة بمنطقتي السوديت وممر الدانزيج البولندي؛ ولذلك يعتبر السلام المنقوص لسنة 1919 وما خلفه من ضغائن وأحقاد العميقة لأسباب العميقة للحرب العالمية الثانية.

## مسار الحرب

### بداية الحرب 1939 - 1940

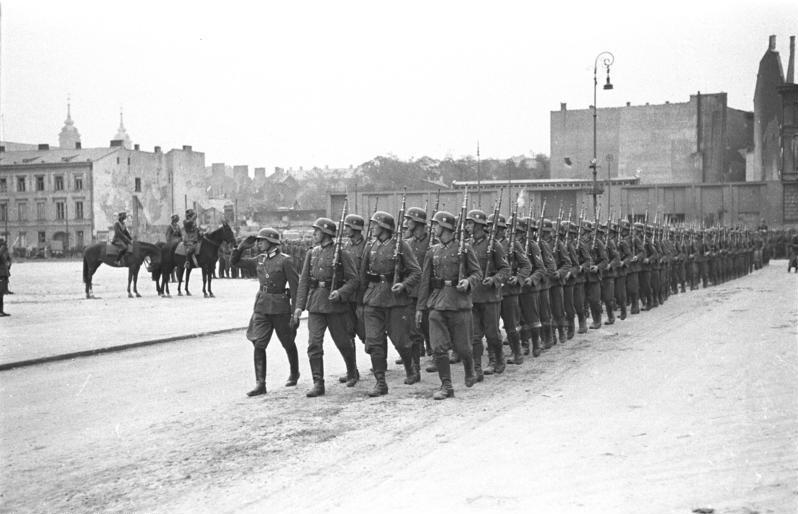
الجيش الألماني في العاصمة البولندية وارسو

في الأول من سبتمبر هاجمت القوات الألمانية بولندا بحجة أن بولندا شنت هجمات على الأراضي الألمانية، جاء أول هجوم ألماني في الحرب لغزو بولندا في معركة ويستربلات. في 3 سبتمبر 1939 ونتيجة لتجاهل ألمانيا الإنذار البريطاني بوقف العمليات العسكرية في بولندا، أعلنت كل من المملكة المتحدة وفرنسا الحرب على ألمانيا وتبعهما في إعلان الحرب دول الكومنولث البريطاني وهي كل من أستراليا ونيوزلندا في 3 سبتمبر، وجنوب أفريقيا في 6 سبمتبر، وكندا في 10 سبتمبر، وبدأت بريطانيا بإرسال جيوشها إلى فرنسا، إلا أن هذه الجيوش لم تقدم أي مساعدة فعلية للبولنديين خلال الغزو، باستثناء هجوم السار المحدود من فرنسا، وبقيت الحدود الفرنسية الألمانية هادئة، وبدأت ما تعرف بالحرب الزائفة، بدأ الحلفاء حصارًا بحريًا لألمانيا كان يهدف إلى الإضرار باقتصاد البلاد ومجهودها الحربي. اكتفت قوات الحلفاء بفرض حصار اقتصادي على ألمانيا مما دفع ألمانيا بمهاجمة السفن التجارية في المحيط الأطلسي وبداية معركة الأطلسي.
في 8 سبتمبر وصلت القوات الألمانية إلى ضواحي وارسو وحاولت القوات البولندية وقف التقدم الألماني لعدة أيام واستطاع الفيرماخت في النهاية تطويق القوات البولندية. في 17 سبتمبر 1939 قام الاتحاد السوفيتي بمهاجمة بولندا، وفي 27 سبتمبر 1939 استسلمت بولندا للألمان مع وجود جيوب للمقاومة، وفي 6 أكتوبر أُعْلِنَ الاستسلام النهائي لبولندا بعد معركة كوك، وشُكِّلَت حكومة منفى في لندن تابعت لاحقاً إدارة العمليات القتالية لجيش الوطن - حركة المقاومة البولندية - والتي استمرت حتى نهاية الحرب، حيث كانت الحكومة البولندية أثناء الحرب قد رحلت قرابة 100,000 جندي إلى رومانيا ودول البلقان، في حين تقاسمت كل من ألمانيا والاتحاد السوفيتي الأراضي البولندية.

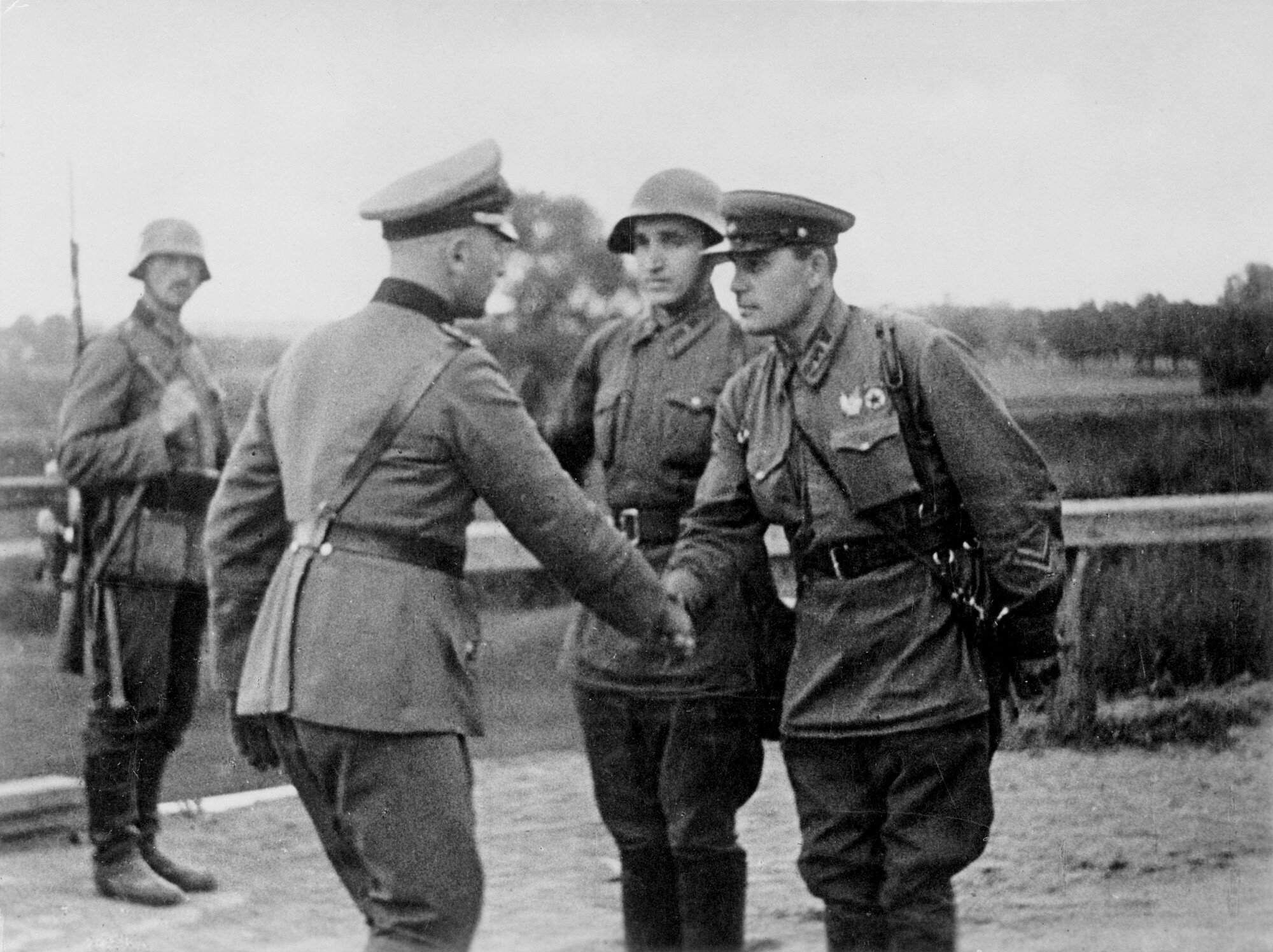
تصافح الضباط الألمان والسوفييت في أعقاب الغزو

في 6 أكتوبر وبعد انتهاء الحملة على بولندا، قام هتلر بعرض معاهدة سلام على كل من بريطانيا وفرنسا، قائلاً إن مستقبل بولندا تحدده كل من
ألمانيا والاتحاد السوفيتي، وفي 12 أكتوبر جاءه الرد من رئيس الوزراء البريطاني نيفيل تشامبرلين بأنه لا يمكن قبول شروط السلام والتغاضي عن العدوان.
بعد ترسيم الحدود بين ألمانيا والاتحاد السوفيتي أجبر الأخير دول البلطيق على استضافة قواعده العسكرية على أراضيها ضمن مواثيق المساعدة المتبادلة غير أن فنلندا رفضت تسليم أراضيها للاتحاد السوفيتي مما حدا به لغزوها في 30 نوفمبر فيما عرف بحرب الشتاء، وبعد ثلاثة أشهر من المعارك الشديدة والخسائر الفادحة التي لحقت بالطرفين تخلى الاتحاد السوفيتي عن فكرة غزو فنلندا، ووقع معها معاهدة سلام موسكو في 12 مارس 1940 والتي تنازلت فنلندا بموجبها عن أجزاء من أراضيها لصالح الاتحاد السوفيتي أكثر مما خسرت في أثناء المعارك.

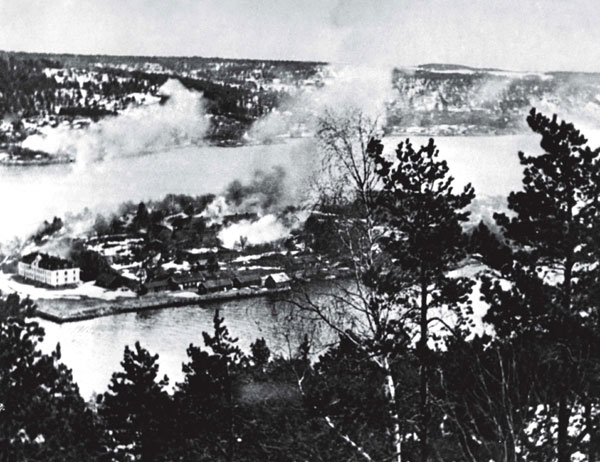
قصف سلاح الجو الأماني على حصن أوسكاربورج قرب أوسلو

في 13 ديسمبر وقعت أولى المعارك البحرية في الحرب العالمية الثانية حيث هاجمت ثلاث طرادات تابعة
للبحرية الملكية البريطانية سفينة أدميرال غراف شبي الألمانية عند مصب نهر لابلاتا قرب سواحل الأرجنتين في أمريكا الجنوبية وأدى الهجوم إلى إغراق السفينة الألمانية بأمر من قائدها هانس لانغسدورف في ميناء مدينة مونتفيديو بالأوروغواي في 17 ديسمبر.
في 8 أبريل 1940 بدأت بريطانيا بعملية ويلفريد بهدف قطع خط الحديد الخام القادم من السويد مروراً بالنرويج والدنمارك إلى ألمانيا، وبدأت عملية زراعة الألغام في المياه الإقليمية النرويجية، والتي تسببت في نفس اليوم بغرق عدة سفن ألمانية. وفي 9 أبريل قامت ألمانيا بغزو النرويج والدنمارك بهدف تأمين خط الحديد، استسلمت الدنمارك خلال بضع ساعات، في حين استمرت الحملة على النرويج حتى 10 يونيو من نفس العام. وقد تكبدت القوات البريطانية خسائر فادحة ولم تحقق أي انتصارات باستثناء معركة نارفك، مما دفع برئيس الوزراء البريطاني نيفيل تشامبرلين إلى الاستقالة، واستلام وينستون تشرشل المنصب في 10 مايو 1940.

### الجبهة الغربية 1940 -1941

#### معركة فرنسا

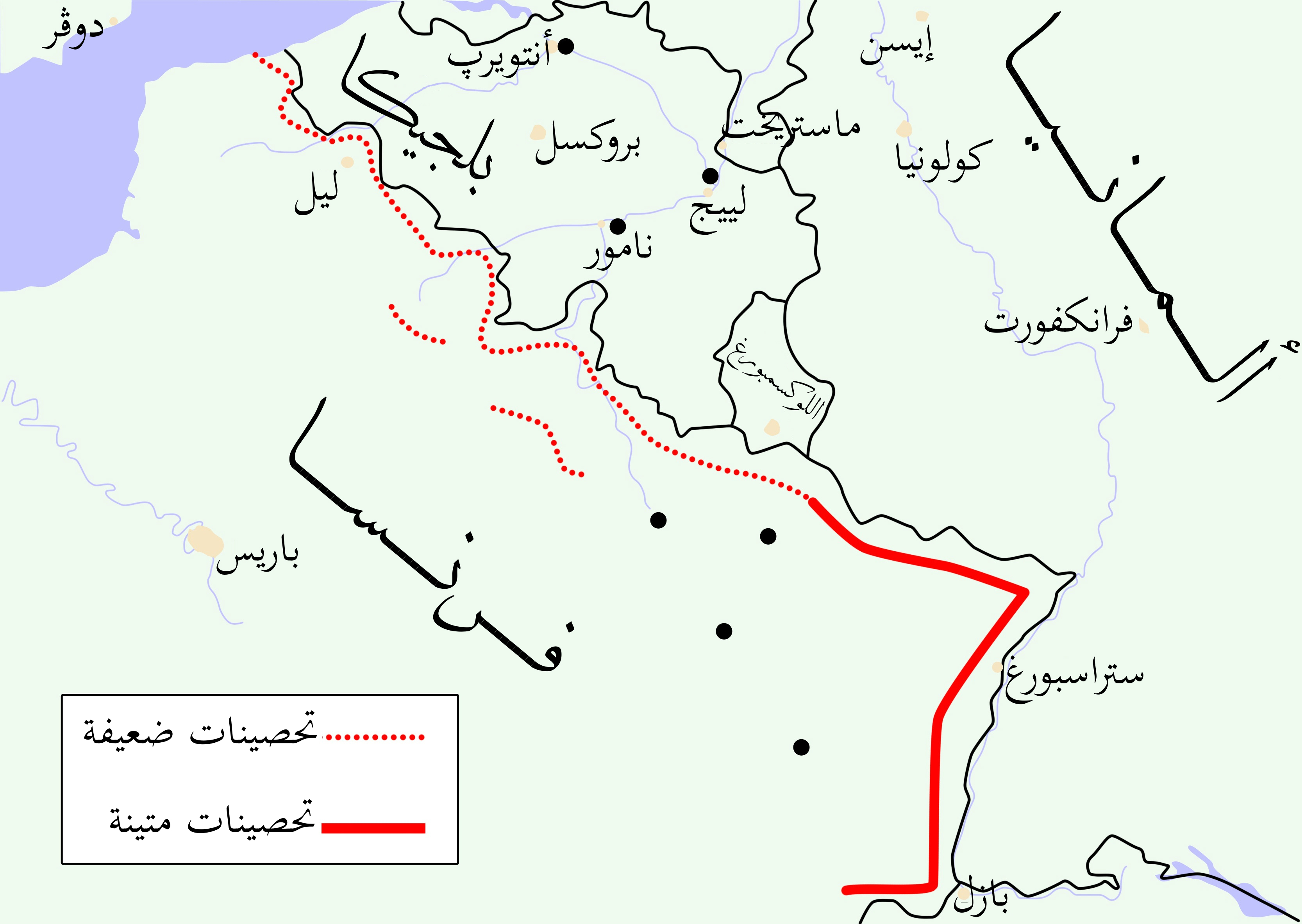
خط ماجينو الفاصل بين ألمانيا وفرنسا

في 10 مايو 1940 شنت ألمانيا هجوماً على كل من لوكسمبورغ وهولندا وبلجيكا، واستمر القتال في لوكسمبورغ حتى ظهر يوم 10 مايو، في حين قاتل الهولنديون حتى قصف روتردام في 14 مايو، وصمدت بلجيكا حتى 28 مايو.

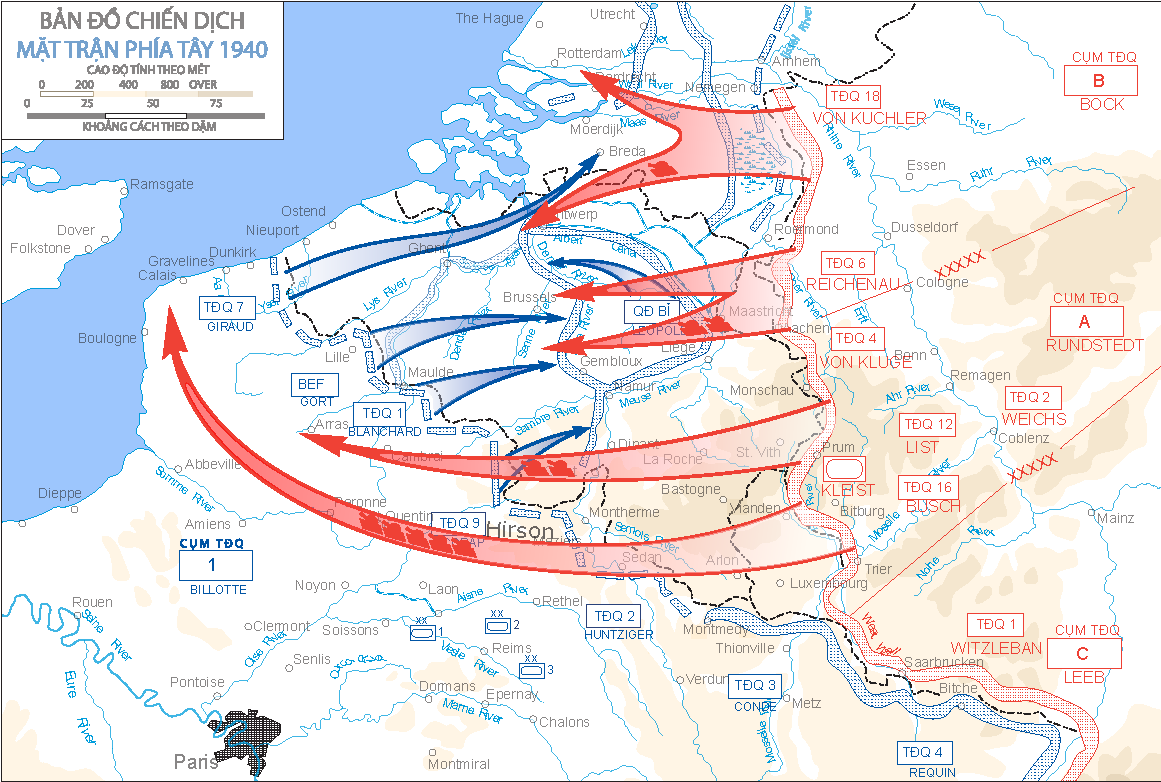
خطة الهجوم الألمانية

غير أن القوات الألمانية تابعت تقدمها باتجاه فرنسا منذ 13 مايو، وذلك عبر غابات آدرين ملتفة على خط ماجينو، وجاء ذلك التوغل نتيجة خطأ فادح من الفرنسيين عندما أهملوا حماية هذه المنطقة، على اعتبار أنها مجاورة لدول محايدة، ولاعتقادهم بأن طبيعة هذه المنطقة الجغرافية تجعل من المستحيل أن تتحرك بها الدروع الحربية الألمانية، مما سمح للألمان بتحقيق انتصارات عديدة، ودفع الفرنسيين والبريطانيين إلى القيام بعملية إخلاء جماعي في دونكيرك - عملية دينامو - استمر من 27 مايو إلى 4 يونيو تاركين خلفهم معداتهم الثقيلة، وفي 10 يونيو بدء الغزو الإيطالي لفرنسا، وفي 14 يونيو سقطت العاصمة الفرنسية باريس بيد الألمان، وفي 16 يونيو استقال رئيس الوزراء الفرنسي بول رينو، وخلفه فيليب بيتان.

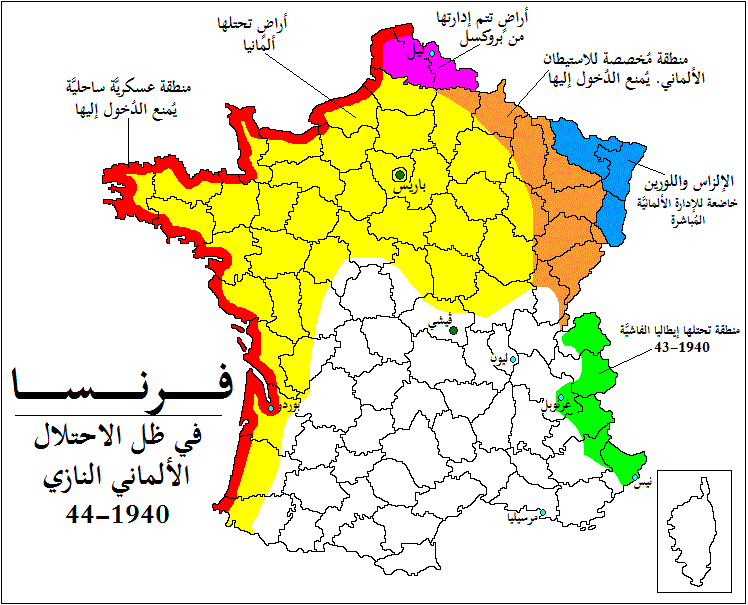
تقسيم فرنسا بعد الغزو الألماني

وفي 22 يونيو وقعت فرنسا معاهدة الاستسلام في نفس المكان ونفس العربة التي وقع فيها الألمان معاهدة استسلامهم في الحرب العالمية الأولى، تبع ذلك تقسيم فرنسا إلى طرفين، شمالي تحت الحكم الألماني، وجنوبي تحت الحكم الفرنسي وعاصمته فيشي برئاسة فيليب بيتان، وحظيت إيطاليا بجزء صغير جنوب شرق البلاد، كما سمح الألمان ببقاء الأسطول الفرنسي في البحر المتوسط تحت تصرف حكومة فيشي.، وفي المقابل نصب الجنرال شارل ديغول نفسه رئيساً لحكومة فرنسا الحرة في المنفى بلندن ودعا الفرنسيين إلى استكمال القتال ضد الألمان في خطاب بثته إذاعة بي بي سي في 18 يونيو قال فيه:
وفي 3 يوليو قامت البحرية البريطانية بهجوم على السفن الفرنسية في ميناء المرسى الكبير في خليج وهران بالجزائر، بهدف تحييد الأسطول الفرنسي حتى لا يستولي عليه الألمان.
في هذه الأثناء وتحديداً في 10 مايو كانت بريطانيا قد غزت أيسلندا وغرينلاند وجزر فارو، والتي تتبع للتاج الدنماركي، استباقاً لغزو ألمانيٍ محتمل. ومن ناحيته قام الاتحاد السوفيتي في يونيو بغزو دول البلطيق، لاتفيا واستونيا وليتوانيا، ومن ثم غزا مناطق بيسارابيا وبوكوفينا الشمالية وهرتزا الواقعة جميعها تحت السيادة الرومانية.
فياتشسيسلاف مولوتوف رئيس الوزراء في الاتحاد السوفيتي والذي كان مقيدا باتفاقية عدم الاعتداء بينه وبين ألمانيا، قام بتهنئة الألمان وحاول أن يشاركهم النصر وذلك بتصريحه الآتي:
"إن القيادة السوفيتية تبعث بأحر التهاني إلى ألمانيا وذلك لنجاحها في حملاتها، إن الدبابات الألمانية التي غزت شمال فرنسا كانت معبأة بالبنزين السوفياتي، وإن القاذفات الألمانية التي سحقت روتردام كانت مليئة "بيروكسلين السوفياتي، إن الرصاص الذي قتل الجنود البريطانيين، كان بارودا سوفياتيا."

#### معركة بريطانيا
في 19 يوليو عرض هتلر السلام على بريطانيا قائلاً أنه لا يريد تدمير الإمبراطورية البريطانية، وفي 22 يوليو رفضت بريطانيا عرضه على لسان وزير خارجيتها إيرل هاليفاكس، الذي قال أن بريطانيا لن تقبل إلا السلام العادل الذي يضمن حق الدول الأوروبية في تقرر مصيرها.

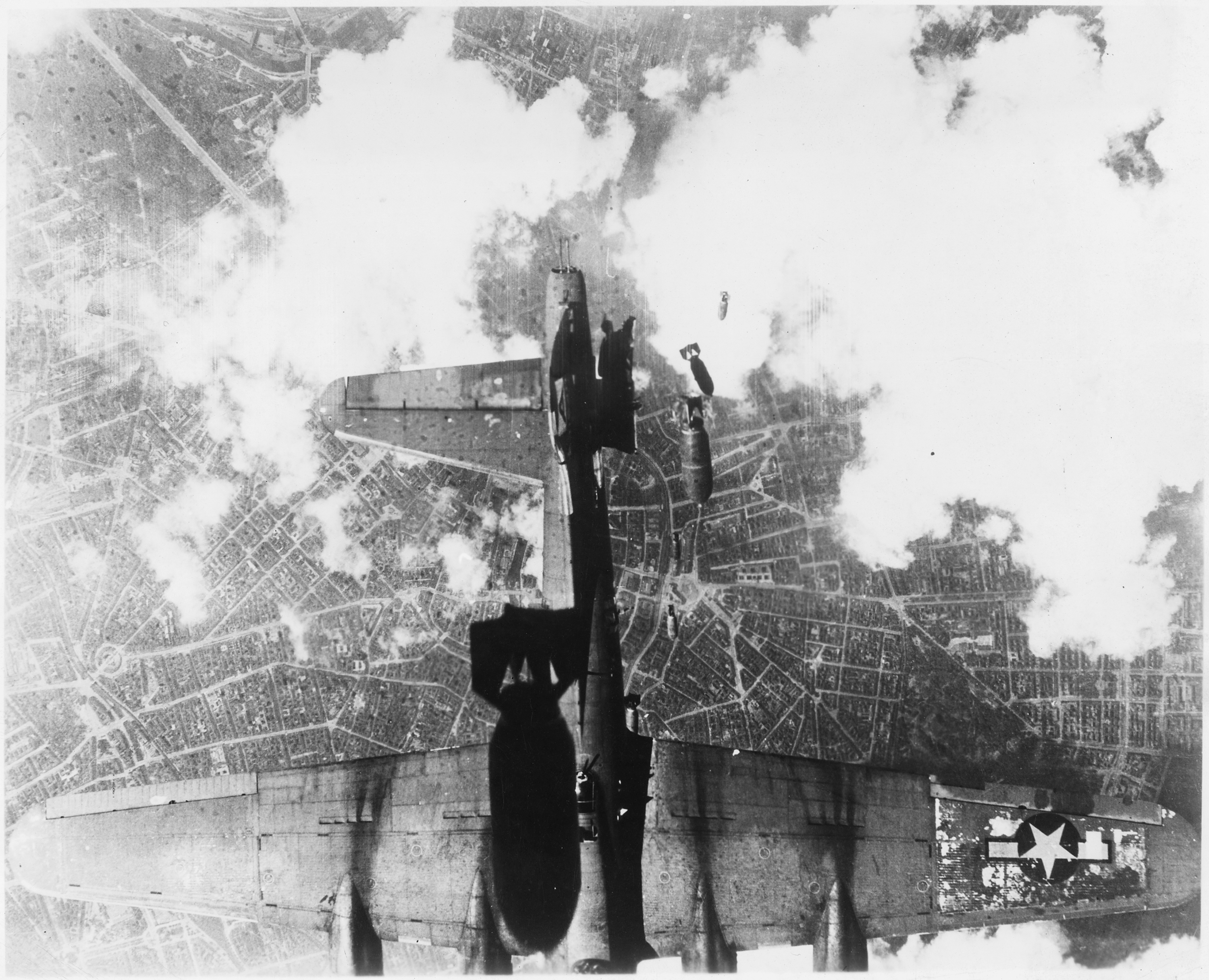
قاذفة أمريكية تقصف برلين

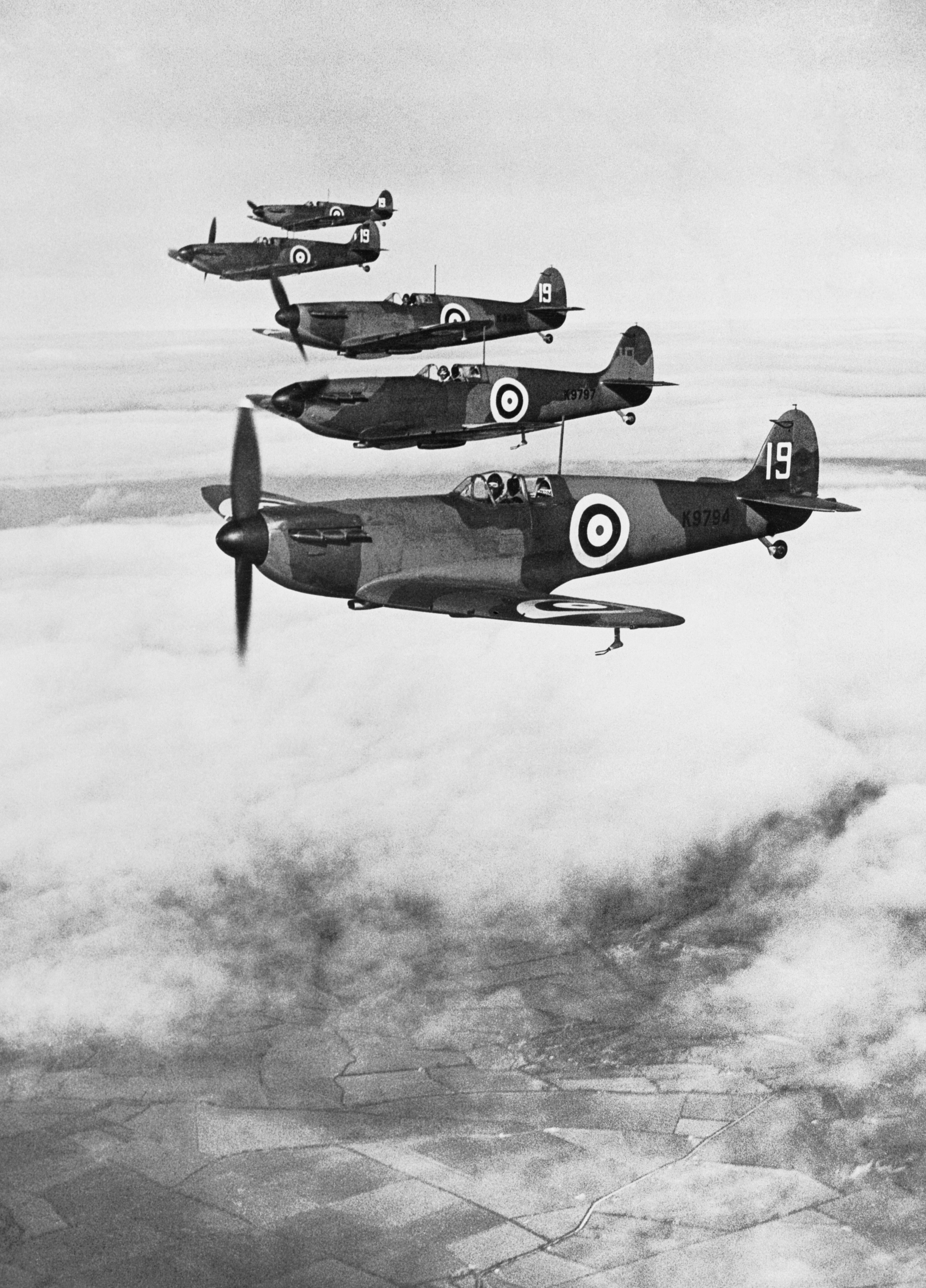
طائرة من نوع سبيت فير تابعة للقوات الملكية البريطانية، شاركت في الحرب.

بعد سقوط فرنسا، أصبحت بريطانيا وحيدة في ساحات المعركة أمام العدو الألماني، الأمر الذي جعل رئيس الوزراء البريطاني نيفيل تشامبرلين يقدم استقالته خلال المعارك المندلعة مع الألمان ليأخذ مكانه ونستون تشرشل، لحسن حظ البريطانيون أن الكثير من الجنود قد استطاعوا الهرب من شمال فرنسا وذلك باستخدام الآلاف من القوارب المدنية الصغيرة لتهريب الجنود إلى الشاطئ البريطاني، هناك اعتقاد كبير حول تمكين الجنود من الهرب، بأن السبب والكامن وراء ذلك، هو أن هتلر هو الذي أمر بإيقاف وحدات المدرعات استنادا إلى نصيحة وزير الجو، والذي نصح هتلر بإيقاف الهجوم لإعادة تهيئة الوحدات بعد استهلاكها، الأمر الذي فتح نافذة إلى بريطانيا لتهريب جنودها من ساحات المعركة في شمال فرنسا، كما يشار إلى أن بريطانيا قد استفادت كثيرا وذلك باستخدام نفس الجنود في يوم إنزال نورمندي.
رفض البريطانيون مقترحات كانت قد تقدمت بها ألمانيا كتفاهمات سلام، بعدها قامت ألمانيا بتوجيه طائراتها إلى شمال فرنسا استعدادا لضربة ستكون موجهة نحو بريطانيا، سميت هذه العملية بـ Seelöwe (أي: أسد البحر) وذلك لأهمية الضربة الجوية في المعركة مع بريطانيا، كما سميت الهجمات الجوية من سلاح الجو الألماني نحو سلاح الجو الملكي البريطاني بمعركة بريطانيا. كانت وجهة نظر الألمان العسكرية هي تدمير سلاح الجو البريطاني على مطاراته، والتي تحولت إلى قصف المدن البريطانية في محاولة لاستدراج الطائرات وتدميرها، لكن أيا من المحاولتين لم تنجح في تدمير الطيران الملكي.
خلال المعركة، قُصِفَت كل المدن الصناعية في بريطانيا وخاصة لندن التي عانت الأمرين من القصف الألماني المركز بالطائرات عليها (حيث كانت تقصف كل ليلة لمدة أكثر من شهر)، كما تركز القصف الجوي على مدينتي برمنجهام وكوفنتري -والتي كانت مدنا ذات أهمية إستراتجية لدى بريطانيا- مثلها مثل القاعدة البحرية البريطانية بورتسموث وميناء
كنجستون.
كل ذلك أدى إلى عدم وجود مواجهة خلال المعركة بين جيوش المشاة، لقد جلبت الحرب الجوية أنظار العالم، فامتدت المعارك حتى الأطلسي، بعدها استخدمت بريطانيا بعض القوات الخاصة «كوماندوز» في ضرب بعض المناطق في أوروبا المحتلة، الأمر الذي جعل تشرشل يفخر بنفسه ويشيد بأفراد الجيش البريطاني قائلا « لم يحدث أبدا في مجال الصراعات الإنسانية أن خضعت الأكثرية للأقلية ».
الحرب الجوية في المسرح الأوروبي الحربي بدأت عامة في عام 1939، لكن بالنسبة للولايات المتحدة الأمريكية، بدأت في 4 يونيو 1942، عندما بدأت الولايات المتحدة بالدخول إلى المعركة الأوروبية وذلك بإنزال جيوشها في إنجلترا لمشاركتها في المعارك ضد ألمانيا. انتهت الهجمات الجوية رسميا في 5 يوليو 1944، واُسْتُبْدِلَت بالحرب البرية والتي بدأت في 6 يوليو 1944، من هذا اليوم، الهجمات بسلاح الجو الأمريكي بدأت بالتنسيق مع جيش المشاة لدعم الهجمات البرية في المعارك.
في السابق، كان هناك اعتماد كبير جدا على الطائرات اعتقادا من الخبراء العسكريين بأن الطائرات عندما تقصف المدن العدوة، ستؤدي إلى قهقرة العدو والتشتت، كنتيجة لذلك، قام الطيران الملكي البريطاني بابتكار قاذفات قنابل إستراتيجية، بينما كان الجيش الألماني يسخر غالب سلاح الطائرات لديه لدعم الجيش على الأرض، غير أن القاذفات الألمانية كانت أصغر حجما من البريطانية، كما أن الألمان لم يحاولوا أن يطوروا قاذفتهم لتصبح بأربع محركات عكس خصمهم البريطاني عندما طور قاذفات B-17 وB-24.
التركيز الأكبر لدى الألمان في قصف المدن البريطانية كان ما بين خريف 1940 وربيع 1941، بعد ذلك وجهت ألمانيا سلاح الطائرات لديها في المعارك ضد الاتحاد السوفياتي، لاحقا بقيت ألمانيا تستخدم القصف ضد بريطانيا بواسطة طائرات في-1 وصورايخ في-2 البالستية.
بالرغم من ذلك، خف مقياس القصف الألماني وذلك بفضل الطيران الملكي البريطاني ومطوريه.
في حلول عام 1942 استطاع الخبراء في بريطانيا بأن يجعلوا 1000 قاذفة قنابل تقصف فوق مدينة ألمانية واحدة، وعندما أعلنت الولايات المتحدة الحرب عام 1942، بدأت بريطانيا وأمريكا بتبادل القصف بينهم ليكون قصفا بريطانيا في الليل يتبعه قصفا أمريكيا في النهار على المدن الألمانية، في 14 فبراير 1945، سجلت أكبر الحرائق في التاريخ على مدينة دريسدن وذلك بتكوين عاصفة نار إثر القصف أدت إلى مقتل ما بين 25,000 -35,000 إنسان، غير أن القصف على مدينة هامبورغ 24 - 29 يوليو عام 1943 والقصف على مدينة هيروشيما اليابانية 6 أغسطس عام 1945 وناغازاكي في 9 أغسطس عام 1945 بالقنابل الذرية أدت إلى مقتل أكبر عدد من البشر بضربة واحدة.
قامت إيطاليا بغزو ألبانيا في نيسان/أبريل عام 1939، وضمتها لها رسميا، بعدها قام نظام موسيليني بإعلان الحرب على بريطانيا وفرنسا في 11 يونيو عام 1940، وقام بغزو اليونان في 28 أكتوبر من نفس العام، بالرغم من ذلك، لم تكن القوات الإيطالية بنفس مستوى الجيش الألماني على صعيد النجاح الذي قام به الألمان في شمال أوروبا.
قام الطيران الإيطالي بحصار مالطا في 12 يونيو والذي وصف بأنه حصار غير ناجح. حتى استسلام فرنسا لم يساعد قوات المحور كثيرا في معارك البحر المتوسط، التي كانت توصف كمأساة للأسطول الحربي الإيطالي والأسطول الفرنسي الفيشي (المواليين للمحور)، حيث تأثر هذان الأسطولان بأضرار بالغة من الأسطول البريطاني والأسترالي، خاصة في معارك:
- معركة المرسى الكبير في 3 يوليو.
- معركة تارانتو في 11 نوفمبر.

### 1941
على صعيد آخر، كانت المملكة اليوغسلافية تعاني من مشكلة عدم وجود قيادة لها، وقد تم تنصيب الأمير بافل كارادوفيتش وصيا على العرش، والذي قام بعمل اتفاقية مع ألمانيا في 25 مارس 1941، وقد تم ترجيح سبب الاتفاقية بأن هتلر قام بوعد اليوغسلافيين بأنه لو سمحوا له بأن يستخدم أراضي يوغوسلافيا للهجوم على اليونان، سيقوم بإعطائهم مناطق من شمال اليونان ويشمل ذلك «سالونيك»، بالرغم من ذلك، وبعد احتجاج الرأي العام اليوغسلافي وقيام المظاهرات ضد الاتفاقية، فقام الجنرال دوسان سيموفيتش بانقلاب عسكري ليتولى الحكم بدلا من الوصي على العرش ليخلص يوغوسلافيا من الفاشيين.
انتصار اليونان الوشيك على القوات الإيطالية دفع الألمان للتدخل في 6 أبريل عام 1941، قامت القوات الألمانية بالتعاون مع القوات الإيطالية، والمجرية والبلغارية أيضا اشتركوا جميعهم في معركة مع الجيش اليوناني وبسرعة شديدة قاموا بعدها بغزو يوغوسلافيا، قامت قوات الحلفاء (بريطانيا، وأستراليا ونيوزيلندا) بدفع الكثير من الجنود من مصر إلى اليونان، ولكن الحلفاء لم يحالفهم الحظ وكانت هناك مشكلة بالتنسيق بين الجيوش المشتركة، والتي خسرت المعارك وانسحبت إلى كريت. على صعيد الطرف الآخر، قامت قوات المحور بإحكام سيطرتها على العاصمة اليونانية أثينا وذلك في 27 أبريل عام 1941 وتم وضع أغلب أراضيها تحت الاحتلال.
بعدما تم احتلال اليونان، قامت ألمانيا بغزو جزيرة كريت وسميت بمعركة كريت وذلك في 20 مايو - 1 يونيو 1941، بدلا من أن يكون الحصار بريا كما كان متوقع، قامت ألمانيا باستخدام الغارات والمظليين، والذين لم ينجحوا إطلاقا في تطبيق أهداف المعركة، الأمر الذي جعل ألمانيا لا تستخدم المظليين مرة أخرى خلال الحرب، بالرغم من ذلك، قامت القوات الألمانية بغزو كريت، مجبرة قوات الحلفاء بما فيها الملك جورج الثاني اليوناني والحكومة اليونانية بالهرب جميعهم إلى مصر في 1 يونيو عام 1941.
بعدما تم السيطرة على البلقان من جانب المحور، قامت أكبر عملية عسكرية في التاريخ الحديث، عندما قامت ألمانيا بغزو أراضي الاتحاد السوفيتي. صادفت ألمانيا الكثير من المشاكل، حيث أن الحملة على البلقان أدت إلى تعثر العمليات ضد السوفييت، والمقاومة الشرسة في يوغوسلافيا واليونان جعلت ألمانيا ترسل أفضل كوادر الجيش إلى هناك، هذه الظروف، أدت إلى وجود أمل لدى السوفييت في صد العدوان عليهم.
في 22 يونيو عام 1941، قامت ألمانيا بغزو الاتحاد السوفياتي والتي سميت بعملية بارباروسا، هذا الغزو الذي سجل كأكبر غزو في التاريخ والذي كان بداية لأكبر دموية شهدها العالم، كانت الجبهة الشرقية من أوروبا الأكثر دموية في الحرب العالمية الثانية، وقد تم التوافق بين المؤرخين بأنها الأكثر كلفة من الناحية البشرية، والتي راح ضحيتها 30 مليون إنسان تقريبا والتي تعد أيضا أكبر التحام بري في الحرب العالمية الثانية، وقد كان هناك تجاهلا واضحا لحق الإنسان في الحياة من الطرفين.
زعيم الاتحاد السوفيتي، جوزيف ستالين، قد كان يعلم سابقا بوجود حملة عسكرية ضد بلاده وذلك من خلال شبكة المخابرات السوفيتية، ولكنه تجاهل هذه المعلومات وذلك لوجود تضارب في معلومات المخابرات، علاوة على ذلك، قبل ليالي من الهجوم على السوفييت، تم الإعلان عن مستند عسكري موقع من المارشال تومشينكو وقائد الجيش السوفياتي جورجي جوكوف، والذي احتوى على أوامر تحث الجيش بعدم الانجرار لأي استفزاز من قبل الجنود الألمان، وعدم القيام بأي شيء دون أوامر عسكرية، نتيجة لذلك، سقطت أعداد ضخمة من فيالق الجنود السوفيت في يد الألمان، والذي تم بمشاركة من الجيش الإيطالي، الهنغاري والجيش الروماني الذين دخلوا إلى الحملة العسكرية مع ألمانيا، بالنسبة لفنلندا فقد كانت في البداية قد أعلنت الحياد، رغم ذلك، وبوجود قوات الجيش الألمانية على أراضيها، أخيرا جاء قرار فنلندا بإرسال الجيش ليشترك مع ألمانيا ضد الاتحاد السوفياتي، والذي تم مهاجمته في 25 يونيو.
يسمى التوتر العسكري في فترة ما بين عام 1941 - 1944 حرب الاستمرار، وذلك بربطها بحرب الشتاء.
إن عملية بارباروسا عانت من البداية من بعض الأخطاء هي عدم كفاية الدعم اللوجستي خلال الهجمات، إن توغل الألمان إلى مسافات شاسعة داخل الأراضي السوفياتية أثر على وصول الإمدادات لهم، لذلك جُمِّدَت الهجمات الألمانية في الاتحاد السوفيتي قبل الوصول إلى موسكو في 5 ديسمبر عام 1941، لم يستطع الجيش الألماني التقدم بكل ما تحوي الكلمة من معنى، وذلك لعدم وجود أي إمدادات للهجمات أو لصد الهجمات المرتدة من السوفيات، إن الزمن المتوقع لعملية باربروسا كان يكفي لشل السوفييت في اعتقاد الخبراء العسكريين الألمان، وذلك قبل حلول الشتاء، عدم نجاح ذلك أدى إلى فشل فادح في خطط الألمان.
خلال التراجع السوفياتي، استخدم السوفييت إستراتيجية الأرض المحروقة، فقد كانوا يحرقون المحاصيل والمرافق العامة والخدماتية خلال تراجعهم أمام ألمانيا، كل ذلك ساهم في المشكلة الألمانية اللوجستية التي عانت منها ألمانيا خلال الغزو، الأهم من ذلك، استطاع السوفييت أن ينقلوا مناطقهم الصناعية بعيدا عن وطيس الحرب إلى الشرق.
أدى طول الفترة الزمنية للحملة الألمانية على الاتحاد السوفيتي بأضرار بالغة على الجيش الألماني، حيث أصيب مئات الآلاف من الجنود الألمان بمرض الحمى ونزلات البرد نتيجة البرد القارص لفصل الشتاء في الاتحاد السوفيتي، وزاد ذلك الضرر من خلال الهجمات المرتدة للوحدات السوفيتية.
مع كل تلك الأضرار التي جابهت الألمان خلال الحملة، استطاع الألمان أن يسيطروا على مساحات شاسعة من شرق الاتحاد، أدى ذلك إلى خسائر فادحة للجيش السوفيتي.
بعد بداية الغزو بنحو ثلاث شهور، قامت الجيوش الألمانية بضرب حصار شديد على مدينة لينينغراد (والمعروف بحصار لينينغراد)، ساعدتها من الشمال القوات الفنلندية، ومن الجنوب القوات الألمانية، قامت القوات الفنلندية بوقف هجومها عند نهر سيفر وامتنعت عن مهاجمة المدينة، بينما أصدر هتلر أوامره بأن تمسح مدينة لينجراد عن وجه الأرض، فقام بقطع إمدادات المؤن الغذائية والمعدات الطبية للمدينة حتى حصلت مجاعة في البلاد، وفي أثناء ذلك ركز القصف الجوي والمدفعي على المدينة، أدى حصار لينينغراد لموت نحو مليون مدني تحت وطئته؛ 800 ألف منهم ماتوا بسبب المجاعة والحصار الذي استمر نحو 506 أيام، جدير بالذكر أن المنفذ الوحيد الموجودة للمدينة كان بحيرة دولجا والتي تقع بين معسكرات الجنود الألمان والفنلنديين.
بعد الشتاء الممتد بين 1941 - 1942، أعد الجيش الألماني لعملية هجومية، كانت من أكبر المشاكل التي عانى منها الجيش الألماني هي قلة المحروقات (البنزين)، لذلك قررت القيادة الألمانية التوقف عن الوصول إلى موسكو.
وفي صيف 1942، تغير اتجاه الحرب لتصبح في الجنوب، وذلك للوصول إلى حقول البترول في القوقاز، كما قام هتلر بتقسيم جيشه إلى مجموعتين في الجنوب، مجموعة للهجوم على القوقاز والمجموعة الثانية للهجوم على ستالينغراد (والتي تسمى الآن بفولجوجراد).
رغم تردد هتلر، والمعارضة بين ضباطه، ومع زيادة الدعم لخطوط المعركة في شوارع ستالينغراد، استطاع الألمان أن يحتلوا 90% من مساحة المدينة، لكن استنفذت قوى الجيش الألماني وذلك لانجراره لحرب شوارع مع بقايا الجيش السوفيتي في صراع مباشر ومرير، ومع تركه القوات الرومانية والهنغارية لحراسة الأماكن المسيطر عليها، استطاع السوفيات التغلب بسهولة على ما تبقى من جيوش المحور خلال عملية سميت أورانس، الجنود الألمان الذين تبقوا في المدينة حوصروا وتم قطع جميع الإمدادات العسكرية عنهم، رغم ذلك ورغم حصول مجاعة بينهم؛ أمرهم هتلر بالقتال حتى آخر جندي يتبقى لديهم، قاتل هؤلاء الجنود وأظهروا صمودا وثباتا لا يوصف وشجاعة رغم كل الظروف الصعبة التي مروا بها.
بسبب النقص في الغذاء والعتاد العسكري والوقود، بدأت وتيرة الحرب لدى الألمان تقل، أدى ذلك إلى استسلام جزئي من القوات الألمانية المحاربة في 2 شباط/فبراير عام 1943. وفي محاولة يائسة من هتلر لمنع الاستسلام، قام بترقية القائد فريدرش باولوس قائد الجيش السادس إلى مارشال، لأنه لم يستسلم.
لم يحمل أي ضابط هذه الرتبة من قبل أبدا.
أدت المعارك في ستالينغراد إلى خسائر فادحة بين الطرفين، والتي صورت بأكبر معركة دموية في التاريخ، قتل ما يقارب عن مليون ونصف إنسان، 100,000 منهم من المدنيين العزل.
بعد معركة ستالينغراد، المبادرة سقطت من أيدي الألمان ولكنها لم تصل السوفييت بعد، في محاولة يائسة، قامت الجيوش الألمانية بشن هجمة مرتدة في ربيع عام 1943، أوقفت تقدم السوفييت مؤقتا، والتي أدت إلى أكبر معركة مدرعات ثقيلة في التاريخ في كورسك.
كانت كورسك هي آخر هجمة من الجيش الألماني في الجبهة الشرقية، لكن السوفيتيين كان لديهم جواسيس عدة وكانوا على علم بما يخطط له من الجانب الألماني، فقاموا بإنشاء درع دفاعي للمدينة، واستطاعوا إيقاف الهجمة الألمانية من بعد 17 ميل.
بعد معركة كورسك، لم يتوقف الجيش الأحمر عن الهجوم والغزو حتى وصوله إلى برلين والسيطرة عليها وذلك في أيار/مايو 1945.
إن الاتحاد السوفيتي قد تحمل العبء الأكبر في الحرب العالمية الثانية، والتي لم تكن الجبهة الغربية قد بدأت حتى يوم إنزال نورماندي، كما أن أعداد القتلى من المدنين السوفييت كانت أكثر من كل الدول التي مرت بها الحرب، تقريبا قتل نحو 27 مليون سوفيتي، منهم 20 مليون مدني قتلوا فقط في الغزو الألماني للاتحاد السوفيتي، تم إحراق الكثير من المدنين أو تم إعدامهم بدم بارد خلال احتلال الألمان للمدن، وذلك لاعتبارهم نصف آدميين في أيدلوجية الحزب النازي.
قتل نحو 7 ملايين جندي من الجيش الأحمر في المواجهات مع الألمان وحلفائهم في الجبهة الشرقية، أما من جانب المحور فقد قتل لهم 6 ملايين جندي وذلك خلال المعارك أو تأثر بالإصابة أو مرض أو المجاعة. بعض مئات الآلاف وصفوا كأسرى حرب وتم إعدامهم في المعسكرات والسجون السوفيتية.
قامت أمريكا بإنشاء برنامج ليند-ليس المدعوم من جهة بريطانيا أيضا، والذي استفادت منه القوات السوفيتية، فقد تم توصيل الكثير من المعدات العسكرية إلى الموانئ السوفيتية بمخاطرة كبيرة.

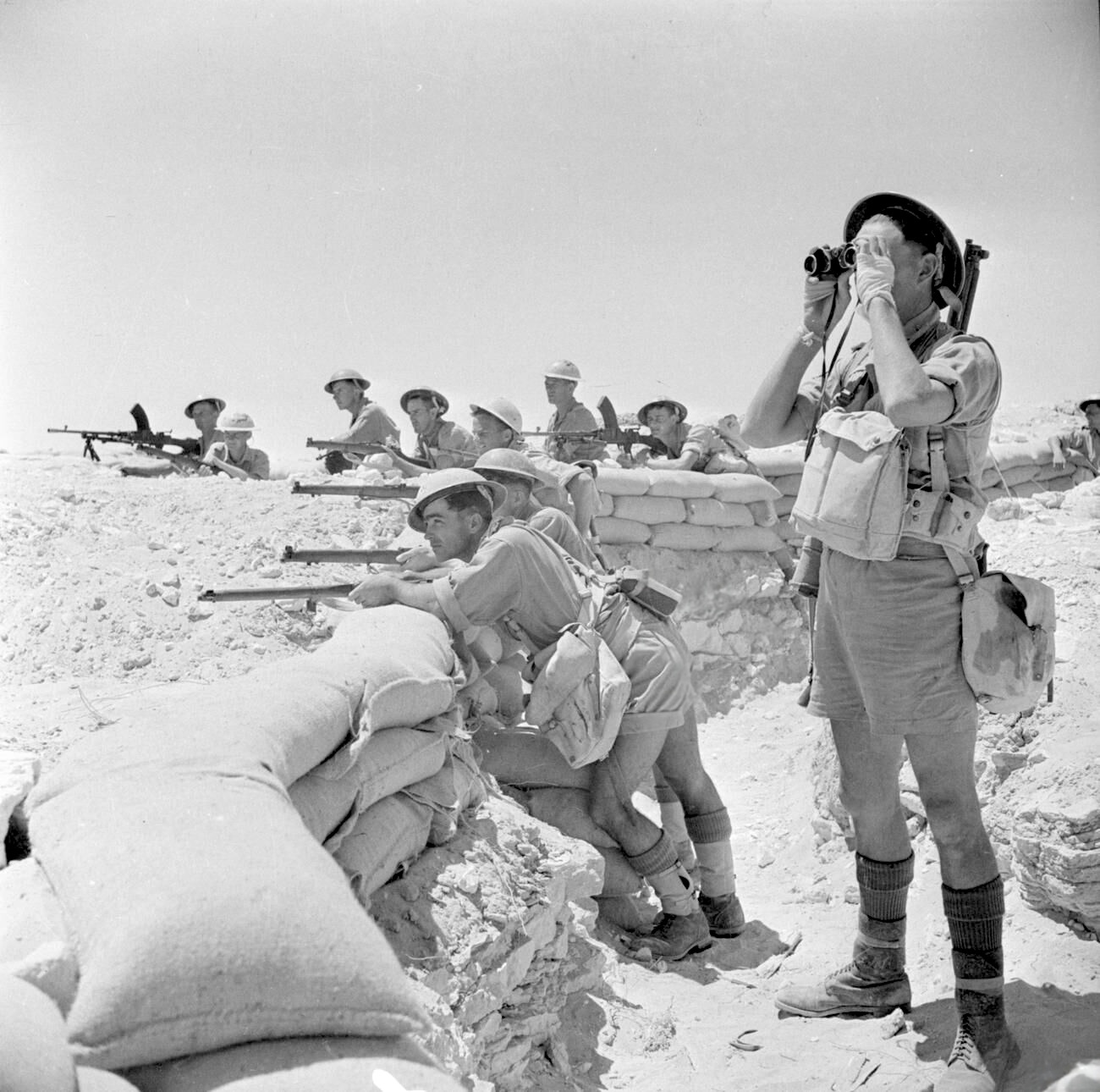
القوات البريطانية في معركة العلمين بمصر.

بعد أن أعلنت إيطاليا الحرب على بريطانيا في 10 يونيو 1940، بدأت حرب الصحراء ما بين قوات الدولتين في ليبيا ومصر، وانتهت المرحلة الأولى من القتال بهزيمة كبيرة للإيطاليين في معركة بيضافم في فبراير 1940 لذلك أرسل الألمان قوة يقودها إروين رومل لمساعدتهم، الذي انتصر في معركة عين الغزالة ثم استولى على طبرق في يونيو 1942 ثم تقدم في يوليو إلى قرية العلمين التي تبعد 110 كيلو متر عن الإسكندرية في مصر ثم وقعت عدة معارك هي معركة العلمين الأولى ومعركة علم حلفا وأخيرا معركة العلمين الثانية هي المعركة التي ألحقت الهزيمة النهائية بقوات المحور في شمال أفريقيا.
جرت معركة العلمين الثانية في أكتوبر 1942 بين ألمانيا بقيادة رومل «ثعلب الصحراء» وبريطانيا بقيادة برنارد مونتغمري إذ تمكن الجيش البريطاني الثامن بمساعدة الفرقة التاسعة من الجيش الأسترالي من وقف زحف رومل.
معركة العلمين هي من أهم معارك التحول في الحرب العالمية الثانية. وكانت من أهم معارك الدبابات على مدار التاريخ وبعد انتصار القوات الألمانية في معارك الصحراء، وكانت المشكلة عند الألمان هو النقص الكبير في الوقود بسب إغراق البريطانيين لحاملة النفط الإيطالية مما شل حركة تقدم الدبابات وبالتالي استطاعت القوات البريطانية طردهم إلى ليبيا، ومن كل أفريقيا وصولا إلى مالطة. شهدت هذه المعركة بداية الخسائر التي ألحقت بالألمان.
وفي 2 نوفمبر 1942م بدأ البريطانيون زحفا مضادا أثمر عن هزيمة الجيش الألماني وسقوط أسطورة رومل.
إن نجاح الحلفاء في حملات شمال أفريقيا جعلهم يسيطرون على جنوب حوض البحر الأبيض المتوسط ليستخدموه كلوح قفز لقوات الحلفاء إلى إيطاليا، مركز قوات الحلفاء في شمال أفريقيا قرر شن هجمات ما سماها تشرتشل «نقطة ضعف» أوروبا.
أول ما قام به الحلفاء في ذلك الوقت هو غزو صقلية، والتي سميت بعملية هيوسكي في 10 يوليو عام 1943، والذي أثار استياء الشديد من قيادة موسوليني، فقد تم خلعه في 25 يوليو عام 1943 من خلال المجلس الفاشي وتم وضعه تحت الإقامة الإجبارية في منتجع في إحدى الجبال المنعزلة.
تم استبدال بينيتو موسوليني، بالجنرال بييترو بادوليو، والذي قام بمفاوضات استسلام مع الحلفاء في سبتمبر 8 عام 1943، لكن الألمان تحركوا بسرعة لإنقاذ الموقف، وتم نزع تشكيلة السلاح الإيطالي وتغير شكله لتبدأ مرحلة الدفاع عن إيطاليا.
قامت قوات الحلفاء بغزو الأراضي الإيطالية في سبتمبر 3 عام 1943، دخولا من صقلية، كما قاموا بالإنزال في مناطق ساليرونو وتارنتو في سبتمر 9، أدى ذلك بإيطاليا ـ والتي كانت مستاءة مسبقا من موسوليني، بالاشتراك مع حلفاء الغرب.
قامت فرقة كوماندوز ألمانية بعملية أواك والتي تم بها إنقاذ موسوليني، وتم تنصيبه من قبل النازيين كوزير للعلاقات الخارجية في شمال إيطاليا والتي سميت بجمهورية إيطالية.
قام الألمان بإنشاء دفاعات داخل الجبال وقد سمي الخط الدفاعي الرئيسي بخط الشتاء، والذي قابله الحلفاء في شتاء 1943 ولم يستطيعوا اختراقه، فتم الإنزال في منطقة انزيو فقامت القوات أخيرا باختراق خط الدفاع الحديدي، بالرغم من ذلك، استطاع الألمان أن يوقفوا قوات الحلفاء، وذلك عن خط جوستاف (الدرع الرئيسي في خط الشتاء للدفاع) الذي بقي صامدا، أخيرا تم اختراق الخطوط الدفاعية الألمانية في مايو 1944، في خلال المحاولة الرابعة في مدة أربعة شهور، الأمر الذي فتح الطريق إلى روما، وعرفت هذه الاشتباكات الدامية باسم معركة مونتي كاسينو، قاد الحلفاء فيها هارولد ألكسندر وقاد الألمان فيها ألبرت كسلرنغ.
استطاع الحلفاء أخيرا الدخول إلى روما في 4 يونيو عام 1944، قبل يومين فقط من الإنزال في نورماندي، قام الألمان بتراجع عسكري في خط الجوسيك شمال فلورنزا، من سبتمبر 10 عام 1944 حتى آخر العام، قامت قوات الحلفاء بمهاجمة الخط في أكبر المعارك شراسة خلال الحرب، واستطاعوا اختراق خط الجوسك ولكن لم يستطيعوا التوغل داخل مزارع اللومباردي، استكمل الهجوم من قبل قوات الحلفاء وبعض القوات الإيطالية في حملة ربيع عام 1945 في إيطاليا حتى استسلمت ألمانيا في إيطاليا في أبريل 29 عام 1945، قبل يومين من اعتقال موسوليني وقبل يوم من انتحار هتلر.

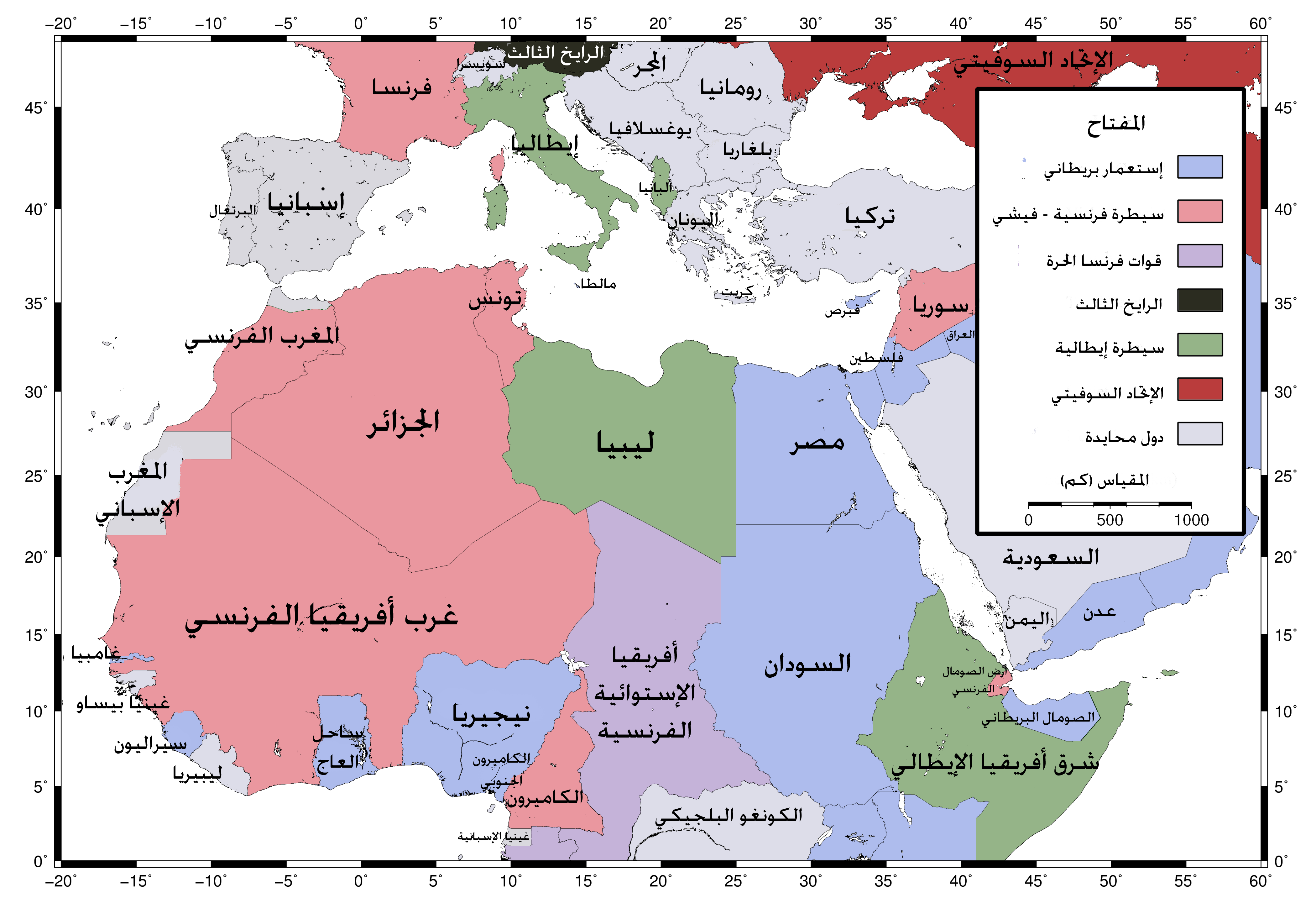
شمال أفريقيا عام 1940.

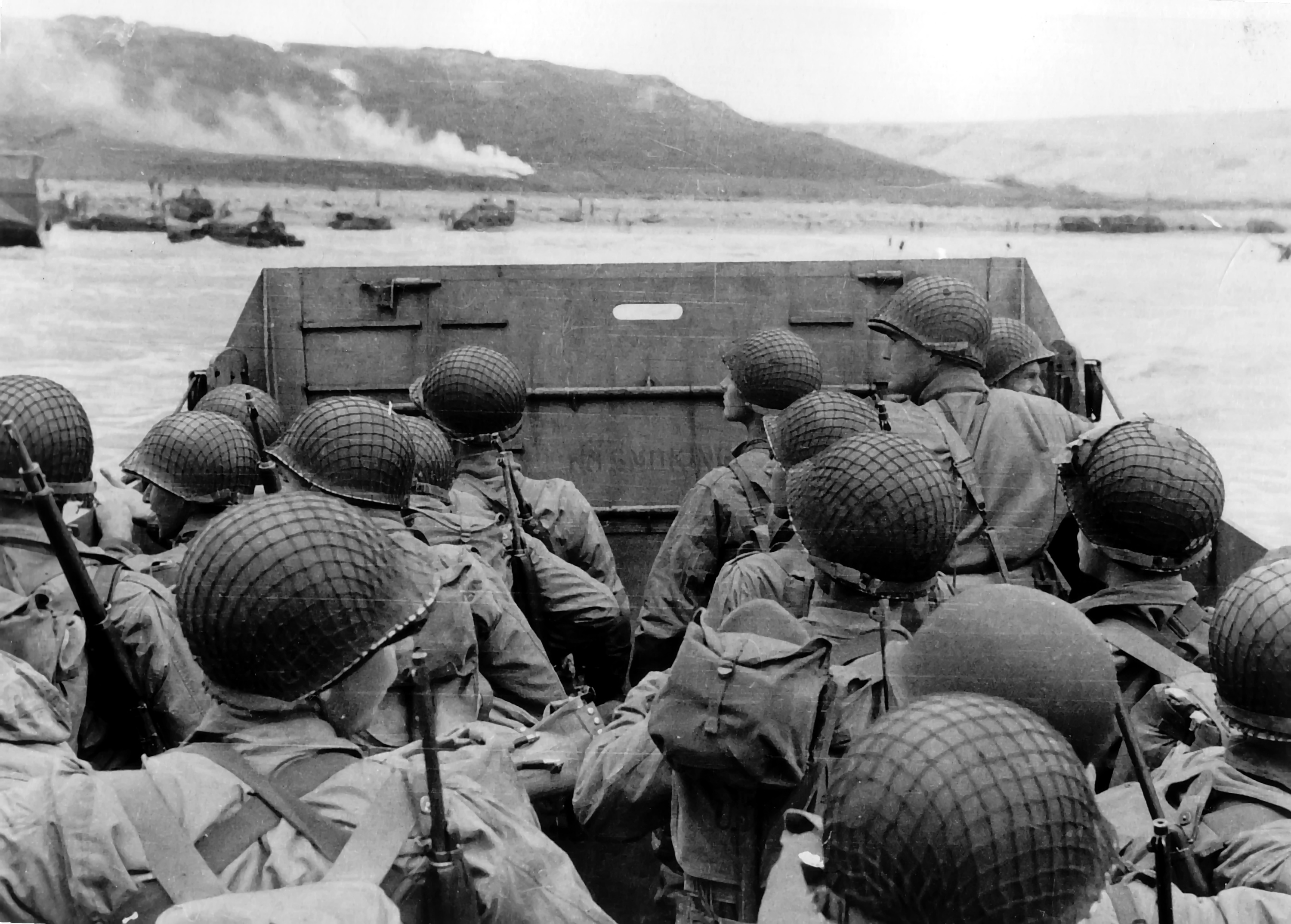
قوات الحلفاء خلال إنزال نورماندي.

سقوط روما السريع، أدى إلى غزو فرنسا الذي طال انتظاره، عملية نورماندي المشهورة، التي تم بها إنزال جنود الحلفاء في يونيو 6 عام 1944، والتي استمرت أكثر من شهرين، اشترك في العملية: أمريكا، بريطانيا، أستراليا والقوات الكندية أيضا، تم الهجوم بوتيرة بطيئة حيث كانت الحصون الألمانية قوية جدا، ليتم أخيرا الغزو من خلال القوات الأمريكية والتي تسابقت ألويته في التوغل بأنحاء فرنسا مجبرة القوات الألمانية في نورماندي على الوقوع في فخ الحصار.
القصف الشديد للمرافق والمدن الألمانية أدى إلى التشتت والتقهقر من جانب الألمان، داخليا، نجا هتلر من الاغتيال أكثر من مرة، أخطرها كانت في يوليو 20 من خلال مؤامرة، والتي أعدت من كلوس شتافونبرج واشترك مع ايروين روميل والفرد ديلب، المؤامرة خططت على أساس وضع قنبلة موقوتة في مكان معين لقتل هتلر، ولكن الكثير من العوامل أدت إلى فشل المؤمراة، والتي أصيب بها هتلر بجروح طفيفة.
عملية أوفرلورد خططت على أساس غزو فرنسا من الجنوب في أغسطس 15 عام 1944، والتي سميت بكود التنين، بحلول سبتمبر 1944، كانت 3 فيالق من جيوش الحلفاء في مواجهة مباشرة مع خصمهم ألمانيا في الغرب، كان هناك اعتقادا بأن الحرب ستنتهي بحلول الكريسماس عام 1944.

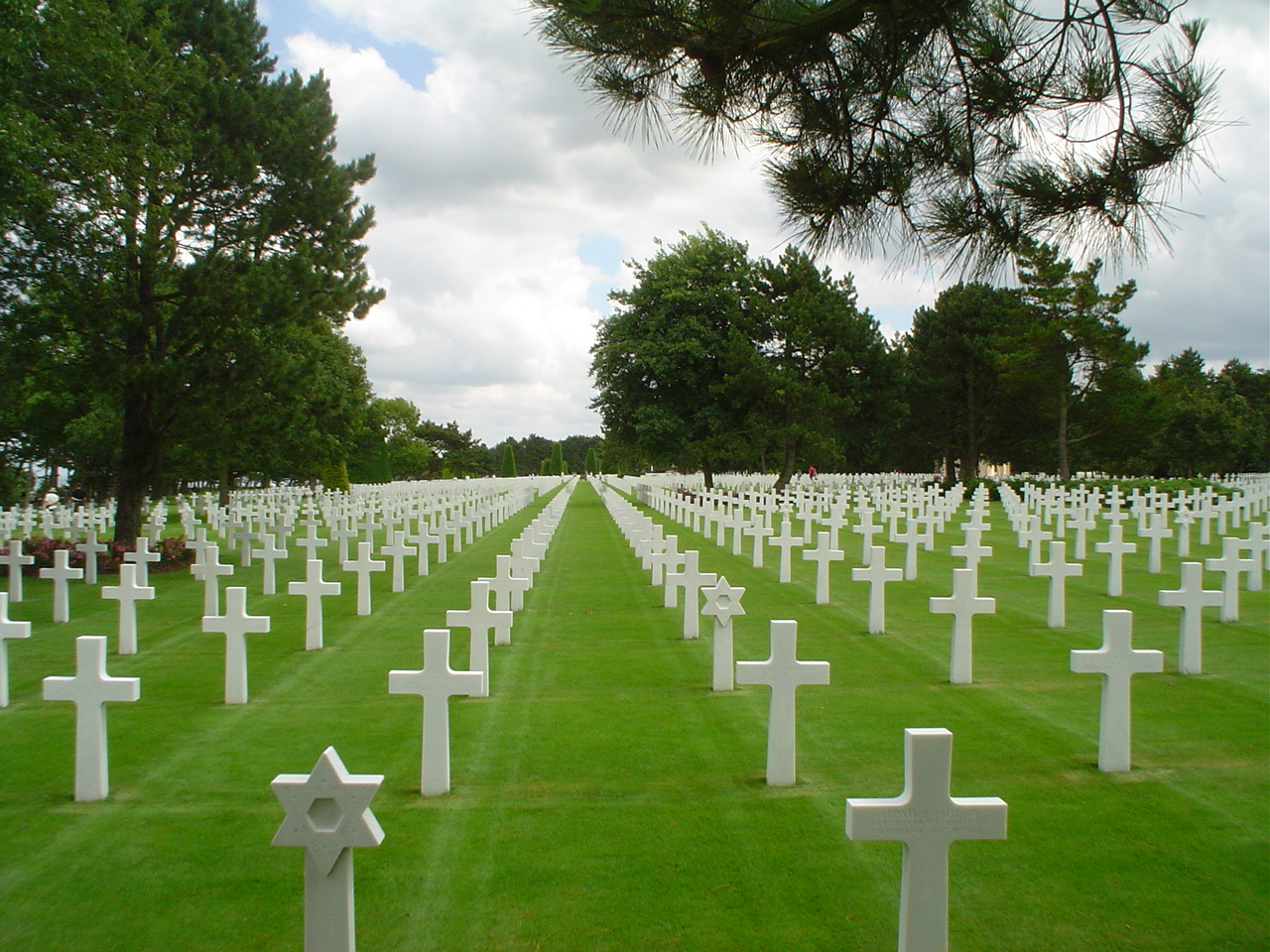
المقبرة العسكرية الأمريكية في نورماندي

في محاولة لتغيير مجرى الأمور، قامت عملية ماركت جاردن، والتي استطاع بها الحلفاء السيطرة على الجسور من خلال قصف جوي، وذلك لفتح الطريق لتحرير شمال هولندا، لكن مع وجود عدد كثيف من القوات الألمانية هناك، تم تدمير وحدة السرب الأول من الطيران البريطاني بكامله.
تغير حالة الجو في عام 1944 أدى إلى مشاكل كبيرة لدى قوات الحلفاء خلال المعارك في الجبهة الغربية، استمر الأمريكان في شن الهجمات على الدرع الدفاعي في مَعْرَكة غَابَة هورَتِغن (من سبتمر 13 عام 1944، حتى فبراير 10 عام 1945) مع ذلك صمد الألمان في دفاعهم، وأدى ذلك إلى صعوبة تقدم قوات الحلفاء.
ذلك الوضع قد تغير عندما قامت ألمانيا بشن هجمة مرتدة، في ديسمبر 16 عام 1944 تحت قيادة غيرد فون رونتشتيت، هجمة الأردين، والتي سميت أيضا بمعركة بولج، أو معركة الثغرة والتي استسلم بها بعض الوحدات الأمريكية في البداية، مع ذلك استطاع الحلفاء أن يغيروا مجرى المعركة والتي أوضحت بأنها آخر هجمة ألمانية في الحرب، انتهت المعركة رسميا في 27 يناير عام 1945،
آخر تحدي للحلفاء كان عند نهر الراين، والذي تم تجاوزه في مارس عام 1945، وتم فتح الطريق إلى قلب ألمانيا، كانت آخر القوات الألمانية قد حوصرت في روهر.

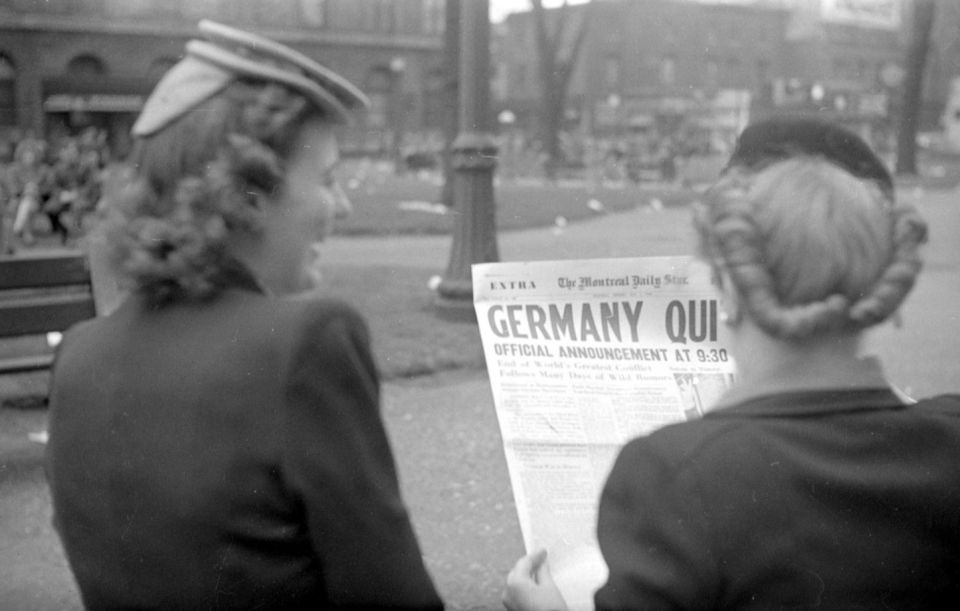
صحيفة ديلي ستار مونتريال تنشر على صفحتها الأولى "انتهاء ألمانيا"، 7 مايو 1945

في 27 أبريل عام 1945، اقترب الحلفاء كثيرا من ميلان، وتم القبض على موسوليني من قبل المحاربين الإيطاليين، والذي كان يحاول الهرب من إيطاليا إلى سويسرا ثم السفر إلى ألمانيا مع الوحدة المضادة للجو الألمانية، في 28 أبريل تم اعتقال موسوليني وبعض الفاشيين الآخرين معه وتم أخذه إلى دنجو ليتم إعدامه هناك، ثم أخذت جثثهم وتم تعليقها أمام محطة للوقود.
هتلر، الذي عرف بموت موسوليني، اقتنع أخيرا أن هذه هي نهاية الحرب، مع ذلك بقي في برلين، بالرغم من حصار القوات السوفياتية للمدينة، بالنهاية قام أدولف هتلر مع زوجته ايفا براون بالانتحار داخل ملجئه، موليا الأدميرال كارل دونتز من خلال وصيته، كمستشار لألمانيا، ولكن ألمانيا بقيت تحت حكم دونتز لسبعة أيام فقط حتى قام بإعلان استسلام غير مشروط في 8 مايو عام 1945.

## المسرح الآسيوي

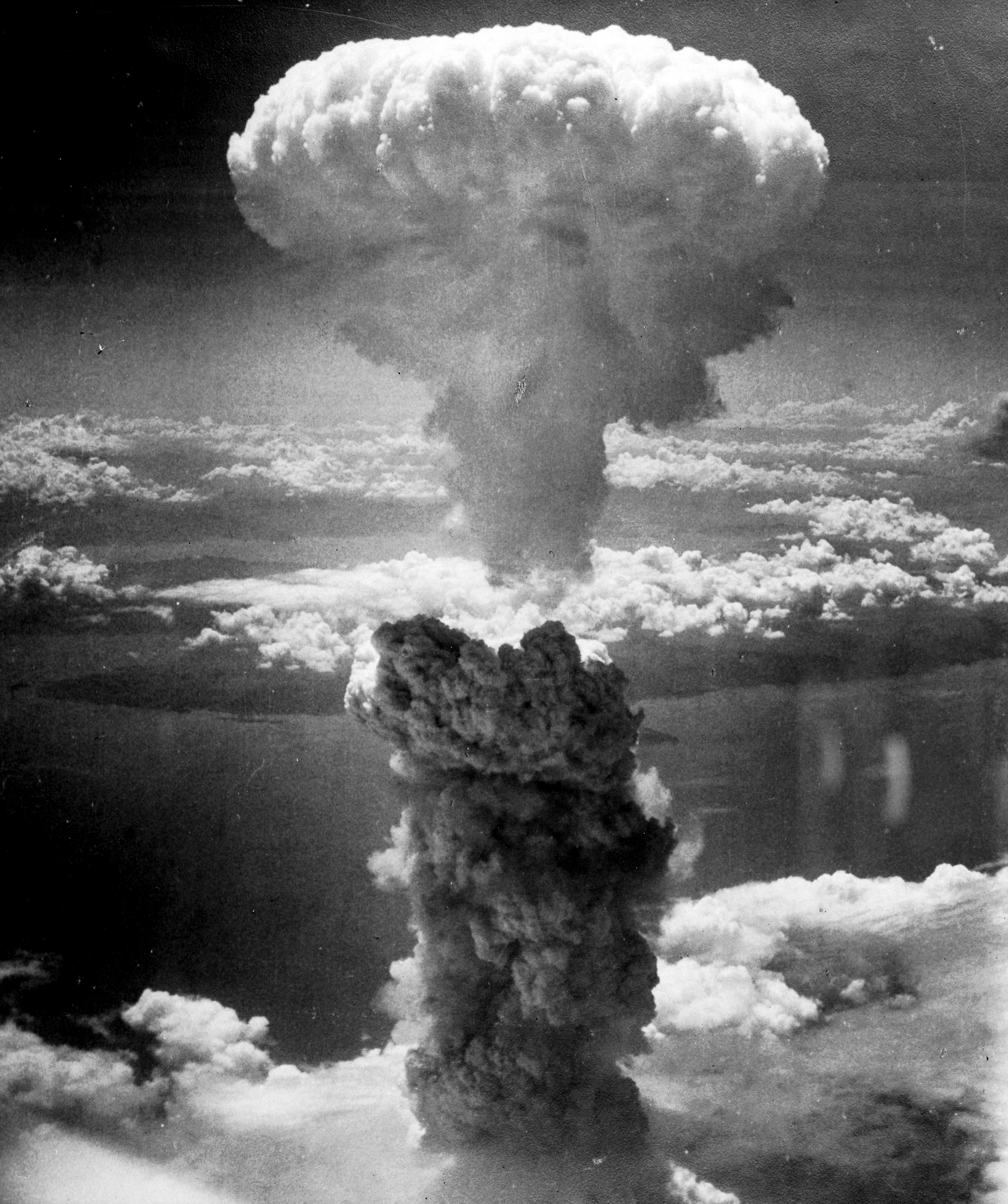
سحابة مشروم بارتفاع 18 كم ناتجة عن الانفجار النووي على مدينة ناغازاكي باليابان بتاريخ 9 أغسطس 1945

قامت القوات اليابانية بغزو الصين قبل اندلاع الحرب العالمية الثانية مما حدا بالولايات المتحدة وحلفائها إلى فرض مقاطعة اقتصادية على اليابان، وعلى إثره، قررت اليابان ضرب ميناء «بيرل هاربر» في 7 ديسمبر 1941، بلا سابق إنذار وبدون إعلان للحرب على الولايات المتحدة. تسبب الهجوم على ميناء بيرل هاربر بأضرار جسيمة للأسطول الأمريكي، إلا أن حاملات الطائرات الأمريكية لم تصب بأذى لكون الحاملات في عرض المحيط الهادي لأداء مهمات لها. كما قامت القوات اليابانية بغزو جنوب آسيا تزامنا مع قصف بيرل هاربر وبالتحديد، ماليزيا، وإندونيسيا، والفلبين بمحاولة من اليابان للسيطرة على حقول النفط الإندونيسية. ووصف رئيس الوزراء البريطاني ونستون تشرشل حادثة سقوط سنغافورا في أيدي القوات اليابانية بأنه «من أكثر الهزائم مهانة على الإطلاق».
دأبت الولايات المتحدة وبعض من دول التحالف ومن ضمنها أستراليا، على استرجاع الأراضي التي استولت عليها اليابان في منتصف العام 1942. ثم قامت الولايات المتحدة بقيادة الجنرال «دوجلاس مكارثر» بالهجوم ومحاولة استرجاع «غينيا الجديدة»، وجزر سليمان، وبريطانيا الجديدة، وإيرلندا الجديدة والفلبين. وتنامت الضغوط على اليابان بهجوم الولايات المتحدة على السفن التجارية اليابانية وحرمان اليابان من المواد الأولية اللازمة للمجهود الحربي، واشتدت حدة الضغوط باحتلال الولايات المتحدة للجزر المتاخمة لليابان.
استيلاء الحلفاء على جزيرتي «إيوجيما» و«أوكيناوا» اليابانية جعل اليابان في مرمى طائرات وسفن التحالف دون أدنى مشقة. وإعلان الاتحاد السوفييتي الحرب على اليابان في بداية 1945 ومن ثمة مهاجمة «منشوريا»، وتعتبر معركة أوكيناوا التي انتهت في 21 يونيو 1945 هي آخر المعارك الكبيرة في الحرب العالمية الثانية.

## النتائج

### النتائج البشرية والاقتصادية
| البلد            | العسكريون    | المدنيون     | المجموع      | ملاحظات |
| ---------------- | ------------ | ------------ | ------------ | --- |
| الاتحاد السوفيتي | 8,668,000    | 16,900,000   | 25,568,000   | هناك خلاف بين المصادر |
| الصين            | 1,324,000    | 10,000,000   | 11,324,000   | |
| ألمانيا          | 3,250,000    | 3,810,000    | 7,060,000    | |
| بولندا           | 850,000      | 6,000,000    | 6,850,000    | |
| اليابان          | 1,506,000    | 300,000      | 1,806,000    | |
| يوغوسلافيا       | 300,000      | 1,400,000    | 1,700,000    | |
| رومانيا          | 520,000      | 465,000      | 985,000      | هناك خلاف بين المصادر |
| فرنسا            | 340,000      | 470,000      | 810,000      | هناك خلاف بين المصادر |
| هنغاريا          |              |              | 750,000      | هناك خلاف بين المصادر |
| النمسا           | 380,000      | 145,000      | 525,000      | |
| اليونان          |              |              | 520,000      | هناك خلاف بين المصادر |
| إيطاليا          | 330,000      | 80,000       | 410,000      | |
| تشيكوسلوفاكيا    |              |              | 400,000      | |
| بريطانيا         | 326,000      | 62,000       | 388,000      | |
| الولايات المتحدة | 295,000      |              | 295,000      | |
| هولندا           | 14,000       | 236,000      | 250,000      | |
| بلجيكا           | 10,000       | 75,000       | 85,000       | |
| فنلندا           | 79,000       |              | 79,000       | |
| كندا             | 42,000       |              | 42,000       | |
| الهند            | 36,000       |              | 36,000       | هذا العدد لا يشمل المدنيين الذين ماتوا بسبب المجاعة عام 1943، المقدر عددهم بثلاثة ملايين شخص                                        |
| أستراليا         | 39,000       |              | 39,000       | |
| إسبانيا          | 12,000       | 10,000       | 22,000       | على الرغم من عدم مشاركة إسبانيا بالحرب، إلا أن هناك العديد من الإسبان الذين تطوعوا في صفوف كلا الجهتين، بالإضافة إلا إعتقال الآلاف. |
| بلغاريا          | 19,000       | 2,000        | 21,000       | |
| نيوزلندا         | 12,000       |              | 12,000       | |
| جنوب أفريقيا     | 9,000        |              | 9,000        | |
| النرويج          | 5,000        |              | 5,000        | |
| الدنمارك         | 4,000        |              | 4,000        | |
| المجموع          | 18,040,000 + | 39,955,000 + | 59,995,000 + | هذه الأرقام حسب تقديرات 1996، المصادر                                                                                               |

تجاوز عدد ضحايا الحرب في العالم من العسكريين والمدنيين 62 مليون نسمة أي ما يعادل 2% من سكان العالم وكان نصفهم من المدنيين. يضاف إلى هذا العدد عشرات الملايين من الجرحى والمشوهين، وقد شهدت هذه الفترة تعديات خطيرة على حقوق الإنسان فقتل الملايين من الأبرياء نتيجة للغارات الجوية، وتم قتل الكثير في معسكرات الإبادة والتعذيب زيادة على اعتقال الأطفال والنساء وارتكبت المجازر في حق العديد من الشعوب واستعملت ضدها الأسلحة الكيماوية والذرية. وقد كان كل من الاتحاد السوفييتي وبولندا وألمانيا من أكثر البلدان الأوروبية تضررا من ويلات تلك الحرب.
لقد أنتج انشغال الآباء بالحرب انحلالا كبيرا في الحياة العائلية فانخفضت نسبة الولادات مقابل ارتفاع ملحوظ في نسبة الوفيات كما برزت المشكلات الاجتماعية المترتبة على كثرة عدد المشوهين والأرامل واليتامى والمحرومين من العمل بسبب تفشي البطالة وتزايد عدد الإناث بالقياس إلى الذكور كما كثر عدد المشردين وتضخمت المشاكل النفسية واحتد التساؤل حول مبررات اللجوء إلى العنف وتقتيل الأبرياء من الناحية الأخلاقية اعتبارا لطابع الإفناء الذي رافق المواجهات العسكرية وما خلفته من مآس شملت المدنيين أساسا الأمر الذي أدى إلى ازدياد الشك والنفور من كل تقدم علمي والخوف مما يخبئه المستقبل.
كانت نفقات الحرب باهظة جدا وهو ما اضطر العديد من الدول الأوروبية المشاركة فيها إلى الاقتراض وتكديس الديون كما كانت الخسائر المادية كبيرة فقد أصاب الدمار المساكن والمصانع ووسائل النقل والمزارع وانقلبت دول أوروبا من دول مصدرة إلى دول مستوردة لذلك فقدت الدول القوية مكانتها لصالح الولايات المتحدة الأمريكية خاصة بعد أن تمكنت هذه الأخيرة من تجاوز الصعوبات الاقتصادية لأزمة الثلاثينات وتضاعف إنتاجها الصناعي وتجمع عندها ما يعادل 80% من الرصيد العالمي للذهب وأصبح الدولار عملة تبادل عالمية.
ترتبت على الحرب العالمية الثانية اختراعات علمية وتقنية هامة غير أن توظيف تلك الاختراعات الجديدة تم بطرق متباينة منها ما هو سلبي مثل القنبلة الذرية ومنها ما هو إيجابي كتطوير وسائل النقل والمواصلات (الطائرة وجهاز الراديو والرادار) واختراع ما يخدم الإنسان كالعقاقير الطبية واللقاحات والمضادات الحيوية ومن أهمها البنسيلين.

### النتائج السياسية
أسفرت الحرب العالمية الثانية عن هزيمة الدكتاتوريات في إيطاليا وألمانيا  واليابان وتراجعت مكانة القارة الأوروبية فلم تعد فرنسا وبريطانيا تهيمنان على العالم بل برز قطبان جديدان هما الولايات المتحدة الأمريكية والاتحاد السوفييتي كما تغيرت أنظمة الحكم بأوروبا الوسطى والشرقية حيث نشأت الديمقراطيات الشعبية وتطورت المستعمرات خارج أوروبا واتضحت المطالب المشروعة لحركات التحرر من الاستعمار وانقسم العالم إلى كتلتين متنافستين الكتلة الغربية برئاسة الولايات المتحدة الأمريكية والكتلة الشرقية بزعامة الاتحاد السوفييتي ثم ظهرت على إثر حصول العديد من المستعمرات على استقلالها الدول النامية التي شكلت ما سمي بالعالم الثالث وقد كان للدول العربية الإسلامية دور فعال ضمن هذه المجموعة.
كان من نتائج الحرب العالمية الثانية عودة جميع بلدان أوروبا إلى حدودها القديمة باستثناء بولندا التي توسعت على حساب ألمانيا وانقسمت أوروبا إلى منطقتي نفوذ سوفييتية في الشرق وأمريكية في الغرب كما قسمت ألمانيا إلى دولتين واحدة في الشرق وعاصمتها برلين والثانية في الغرب وعاصمتها بون.
تأسست الأمم المتحدة على إثر انعقاد مؤتمر سان فرانسيسكو بالولايات المتحدة الأمريكية في يونيو 1945 وقد حضر هذا المؤتمر نواب عن خمسون دولة محبة للسلام.
تمثلت أهداف منظمة الأمم المتحدة في الحفاظ على السلام والأمن الدوليين، تطوير التعاون الدولي، ضمان حق الشعوب في تقرير مصيرها، وحماية حقوق الإنسان.
اتفق واضعو ميثاق منظمة الأمم المتحدة على اتخاذ مدينة نيويورك مقرا رئيسيا لها وتتألف أجهزة هذه المنظمة من الهيئات التالية:
- مجلس الأمن: تكون هذا المجلس في الأصل من 11 عضو (15 حاليا) من بينهم خمس أعضاء دائمين (الولايات المتحدة الأمريكية، الاتحاد السوفييتي، بريطانيا، فرنسا، والصين) وتتمتع هذه الدول بحق النقض أو الفيتو وينتخب باقي الأعضاء لمدة سنتين ويعد مجلس الأمن صاحب السلطة الفعلية في المنظمة إذ تخول له قوانينها صلاحية استعمال القوة المسلحة للحفاظ على السلم.
- المجلس الاقتصادي والاجتماعي: ينسق جهود الدول الأعضاء في المجلات الاجتماعية والاقتصادية.
- محكمة العدل الدولية: مقرها لاهاي بهولندا ومهمتها حل النزاعات التي تنشب بين الدول.

### النتائج البشرية والمادية
دمرت مدنا بكاملها وأحدثت خسائر بشرية كبرى، فقد استعملت في الحرب مدافع ثقيلة وقنابل بكثافة حيث بلغ ضحايا الحرب (قتلى، جرحى، مشردين) أكثر من 80 مليون نسمة وأدت بالتالي إلى نقص كبير في اليد العاملة وتدني الولادات وتغيير هرم الأعمار للدول.
أما الآثار الاقتصادية فتتمثل في تراجع القوة الاقتصادية لأوروبا المدمرة لصالح الولايات المتحدة فكثرت مديونيتها، وانخفضت قيمة عملاتها وارتفعت أسعار السلع فيها وذلك نتيجة تحطم البنية الإنتاجية من طرق مواصلات وأراض زراعية.

### عالم من الخراب
في نهاية الحرب، كان هناك ملايين اللاجئين المشردين، انهار الاقتصاد الأوروبي ودمر 70% من البنية التحتية الصناعية فيها.
طلب المنتصرون في الشرق أن تدفع لهم تعويضات من قبل الأمم التي هُزمت، وفي معاهدة السلام في باريس عام 1947، دفعت الدول التي عادت الاتحاد السوفييتي وهي المجر، فنلندا ورومانيا 300 مليون دولار أمريكي (بسعر الدولار لعام 1938) للاتحاد السوفييتي. وطلب من إيطاليا أن تدفع 360 مليون دولار تقاسمتها وبشكل رئيس اليونان ويوغوسلافيا والاتحاد السوفييتي.
على عكس ما حدث في الحرب العالمية الأولى، فإن المنتصرين في المعسكر الغربي لم يطالبوا بتعويضات من الأمم المهزومة. ولكن على العكس، فإن خطة التي أنشأها وزير الخارجية الأمريكي جورج مارشال، سميت «برنامج التعافي الأوروبي» والمشهور بمشروع مارشال، وطلب من الكونغرس الأمريكي أن يوظف مليار دولار لإعادة إعمار أوروبا، وذلك كجزء من الجهود لإعادة بناء الرأسمالية العالمية ولإطلاق عملية البناء لفترة ما بعد الحرب، وطبق نظام بريتون وودز الاقتصادي بعد الحرب.

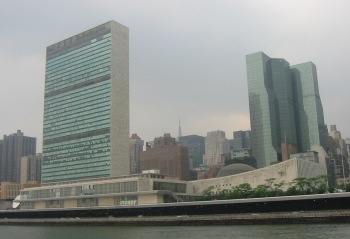
تم إنشاء الأمم المتحدة كنتيجة مباشرة للحرب العالمية الثانية

 الأمر الذي أدى إلى سيطرة جديدة على العالم من جهة الدول المنتصرة على الشعوب الأخرى المنهزمة منها والضعيفة.
وكان الهدف من الإصلاحات الأمريكية بأوروبا هو كسب دعم الدول الأوربية للقطب الغربي ومساهمتها في منع انتشار الشيوعية بأوربا، خصوصا بعد ظهور مظاهر الحرب الباردة بزعامة الاتحاد السوفياتي -القطب الشرقي- والولايات المتحدة الأمريكية-القطب الغربي-ابتداء من سنة 1946، إضافة إلى أن الإصلاحات كانت تهدف إلى إصلاح العلاقة ما بين الولايات المتحدة الأمريكية والدول المنهزمة في الحرب العالمية الثانية عكس الاتحاد السوفياتي الذي كان يطمح في فكرة الانتقام من دول المحور التي كبدت الاتحاد السوفياتي خسائر بشرية واقتصادية فادحة كما أن هذه الإصلاحات تعتبر من العوامل الأساسية للقرن 20 التي حافظت على النظام الرأسمالي بأوروبا الغربية واعتبرت من العراقيل التي حالت دون انتشار الشيوعية بأوروبا الغربية ومستعمراتها بأفريقية
أدت الحرب أيضا إلى زيادة قوة الحركات الانفصالية بين القوى الأوروبية، والمستعمرات في أفريقيا، آسيا وأمريكا، وحصل معظمها على الاستقلال خلال العشرين عاما التي تلت.

## التطور في التقنيات العسكرية
تم استخدام الطائرات للاستطلاع، وكمقاتلة وكقاذفة قنابل وكطائرات مساندة أرضية قريبة، وكلها لعبت أدواراً بالغة الأهمية بالإضافة إلى الاختراعات التي شملت النقل الجوي (وهي القدرة على نقل أجسام أو أشخاص بسرعة فائقة إلى الوجهات المطلوبة بأوزان معقولة) وكذلك القصف الاستراتيجي (وهو قصف المباني والمنشئات الصناعية والمدن الرئيسة للعدو للتأثير على المجهود الحربي له) وكذلك اختراع الدفاع الجوي.
أيضاً تقدم المجال كثيراً فيما يتعلق باستخدام الرواصد وفي المدفعية أرض جو مثل المدفع الألماني سم فلاك 88مم، وكذلك استخدام الطائرات النفاثة بشكل فريد حيث أصبحت لاحقاً من أساسيات أي سلاح جو في العالم.
التطور حصل في كل مجالات الحرب البحرية تقريباً خصوصاً مع ظهور حاملات الطائرات والغواصات، وفي مجال الحرب الجوية فقد نالت نصيبها من التطور خصوصاً مع بداية الحرب بسبب أحداث بيرل هاربر ومعركة تارنتو ومعركة بحر كورال حيث تم تدشين حاملات الطائرات لتصبح السفينة الرئيسة المهيمنة على أرض المعركة والمسيطرة على مجريات العمليات العسكرية الجوية والبحرية في محيط الأسطول الذي يتبعها.
في المحيط الأطلسي أثبتت حاملة الطائرات سكورت أنها عنصر حيوي وهام في قوافل الحلفاء بتوفيرها حماية إضافية فعالة لتلك القوافل مع إغلاقها ثغرة منتصف الأطلسي ، الحاملات تعتبر اقتصادية أكثر من السفن الحربية التقليدية وذلك بسبب قلة تكلفة الطائرات  لأنها لا تحتاج إلى تدريع ثقيل كما هو الحال مع السفن القتالية عندما أثبت التدريع أنه ذو جدوى عالية خلال الحرب العالمية الأولى.
ركز البريطانيون أكثر على تطوير الأسلحة المضادة للغواصات وعلى تطوير تكتيكات الهجوم عليها مثل: تطوير السونار وتعميق تكتيك القوافل، بينما ركزت ألمانيا على تطوير قدراتها الهجومية عبر تصاميم مثل: غواصة Type VII وعبر تطوير تكتيك حربي يمسى الزمرة الذئبية.
التطويرات التدريجية على الأسلحة المضادة للغواصات مثل: ليج لايت وهيدجيهوق وسكواد وتوربيدوس أثبتت انتصارات في الحرب العالمية الثانية.
الحرب البرية تغيرت من مفهوم الخط الثابت في الحرب العالمية الأولى إلى مفهوم الحركة الفعالة وكذلك مفهوم اشتراك الأسلحة المختلفة (وهو مفهوم بدأه الألمان حيث يكون هناك توافق بين الأسلحة المختلفة الثقيلة والخفيفة يهدف إلى الحركة السريعة للقوة المسلحة).
الدبابات التي استخدمت في الغالب لدعم المشاة في الحرب العالمية الأولى تطورت ليصبح استخدامها كسلاح أساس في الحرب العالمية الثانية. في نهاية ثلاثينيات القرن العشرين تصميم الدبابات أصبح متطوراً إلى درجة كبيرة عن التصميم المعتاد في الحرب العالمية الأولى واستمر التطوير خلال فترة الحرب  بزيادة قوة النيران وزيادة التدريع وزيادة السرعة.
في بداية الحرب كان أغلب القادة العسكريين يعتقدون أن دبابات العدو يجب أن تواجه بدبابات ذات مواصفات أعلى، هذه الفكرة تم تحديها مسبقاً عن طريق الدبابات ذات الأداء المنخفض والمزودة بدفع خفيف ضد الدروع، وكانت عقيدة الألمان في تلك الفترة هي تجنب أي مواجه مباشرة بين دباباتهم ودبابات العدو بالإضافة إلى مفهوم الجمع بين الأسلحة كانا هما عنصرا نجاح الاجتياح الألماني الناجح لبولندا وفرنسا حيث كانت هناك وسائل عديدة لتدمير الدبابات مثل: المدفعية الغير مباشرة كالأسلحة المضادة للدبابات (سواءً المنقولة أو ذات الحركة الذاتية)، الألغام وأسلحة المشاة ذات المدى القصير المضادة للدبابات، وفي بعض الأحيان استخدام الدبابات أنفسها.
على الرغم من المعدات الكثيرة والاستخدام ذو النطاق الواسع لها، بقي جندي المشاة هو المرجع الرئيس لجميع القوات وخلال الحرب أغلبهم كان مزوداً بتجهيزات شبيهة بتلك في الحرب العالمية الأولى.
الرشاشات ذات الاعتمادية العالية انتشرت على نطاق واسع عند أغلب القوى المتصارعة مثل: الرشاش الألماني أم جي 34 ومجموعة عريضة من الأسلحة الرشاشة الخفيفة التي استخدمت في المواجهات القريبة في المناطق الحضرية وفي مناطق الغابات والأدغال.
استعمال البندقية الهجومية حيث أن تطور الحرب دمج العديد من الخصائص للبندقية من جهة وللأسلحة الرشاشة من جهة أخرى وبالتالي أفرزت البندقية الهجومية ثم أصبحت القوة النيرانية الأساسية للمشاة في أغلب القوى المشتركة في الحرب.
أبرز القوى المتحاربة كانت تعمل على مجالات أخرى حيث كانت تحاول اختراق الحماية وحل المشاكل والتعقيدات الناتجة عن استعمال أجهزة التشفير في علم التعمية، حيث تم استخدام أجهزة شيفرات سرية وأحد أشهر ما عرف بهذا المجال هو آلة إنجما الألمانية.
التطوير في مجال استخبارات الإشارة وعلم التعمية أتاحت المجال لفك شفرات العدو، ومثال واضح له هو قدرة الحلفاء على فك شفرات البحرية اليابانية  وآلة الترا البريطانية حيث كانت آلة رائدة لفك شيفرات الآلة الألمانية إنجما عن طريق الانتفاع من معلومات مكتب الشفرات البولندي حيث كانوا يفكون شفرات النسخ الأولى من آلة إنجما قبل الحرب.
جانب آخر من الاستخبارات العسكرية هو استعمال الخداع حيث استفاد الحلفاء منه بدرجة كبيرة مثل: عملية اللحم المفروم وعملية الحارس الشخصي.
كنتيجة للحرب تم تطوير أحد أكثر الاكتشافات العلمية والتقنية والهندسية مدعاة للفخر الإنساني وهو أول الحواسيب الآلية القابلة للبرمجة (زد 3، كولوسوس وإيناك).
كذلك من أبرز التطويرات التي حدثت أثناء الحرب تطوير الصواريخ الحديثة وتطوير توجيه الصواريخ وكذلك مشروع منهاتن الذي ابتكر الأسلحة النووية وكذلك بحوث العمليات وتطوير الموانئ الصناعية وتطوير أنابيب النفط تحت القناة الإنكليزية.

## بدء الحرب الباردة
يرى العديدون أن نهاية الحرب العالمية الثانية كانت نهاية بريطانيا كقوة عظمى في العالم، وبداية لتحول الولايات الأمريكية المتحدة والاتحاد السوفييتي لأكبر قوتين في العالم. كانت الاختلافات تتنامى بين هاتين القوتين قبل نهاية الحرب، وبانهيار ألمانيا النازية تدنت العلاقات بينهما إلى الحضيض.
في المناطق التي احتلتها قوات الحلفاء الغربية، تم إنشاء حكومات ديمقراطية؛ وفي المناطق المحتلة من قبل القوات السوفييتية، من ضمنها أراضي حلفاء سابقين كبولندا، أنشئت حكومات شيوعية وصفت بأنها شكلية، واعتبر البعض وخاصة في تلك الدول الشرقية بأن ذلك خيانة من قبل قوات الحلفاء لهم. وكان الكثيرون في الغرب قد انتقدوا ذلك معتبرين بأن معاملة روزفلت وتشرتشل لستالين وكأنه حليف ديمقراطي ولاموهم لتعاملهم مع ستالين في إيطاليا بذات الشكل من المهادنة الذي عومل به هتلر قبل الحرب، وبالتالي عدم تعلمهم من الخطأ السابق وتسليمهم شرق أوروبا للشيوعيين.(تشرتشل ذاته قال بعد بدء الحرب الباردة ما معناه «قتلنا الخنزير الخطأ»).
قسمت ألمانيا إلى أربع مناطق محتلة، جمعت الأمريكية والبريطانية والفرنسية لتشكل ما عرف بألمانيا الغربية، وعرفت المنطقة السوفييتية بألمانيا الشرقية. فُصِلَت النمسا عن ألمانيا وقسمت هي الأخرى لأربعة مناطق محتلة، والتي عادت لتتحد لاحقا مكونة الدولة النمساوية الحالية. وكوريا أيضا تم تقسيمها على خط عرض 38 شمال.
كانت التقسيمات غير رسمية؛ ولكنها كانت توضح مناطق التأثير، وساءت العلاقات بين المنتصرين بشكل مستمر لتصبح خطوط التقسيم أمرا واقعا وتمثل الحدود الدولية. وبدأت الحرب الباردة، وبسرعة أصبح العالم منقسما إلى حلفين، حلف الناتو وحلف وارسو مع بقاء بعض دول المعروفة بدول عدم الانحياز أشهرها مصر والهند.

## أثر الحرب العالمية الثانية على الوطن العربي
خلال الحرب وقفت البلدان العربية بجانب الحلفاء في مواجهة الدول الدكتاتورية، كانت تونس والمغرب والجزائر وموريتانيا تحت الاستعمار الفرنسي فيما اعتبرت فرنسا الجزائر أرضا فرنسية وقد فرضت فرنسا على الدول العربية التي كانت تسيطر عليها السياسة الفرنسية وجندت شباب العرب في جيشها وظلت فرنسا إلى ما بعد سقوطها بيد الألمان تسيطر على مستعمراتها. أما مصر فقد كانت مستقلة بموجب معاهدة 1936، ولكنها تعرضت لضغوط بريطانية امتدت لتشمل ليبيا بعد طرد الإيطاليين والألمان منها بعد هزيمتهم في معركة العلمين. كانت السعودية واليمن مستقلتين وظلتا على الحياد فيما كانت بريطانيا تسيطر على جنوب الجزيرة العربية وعلى معظم مناطق الخليج العربي لكن لم تصل الحرب إلى الخليج العربي لكنه أصبح طريق مرور للمساعدات الأمريكية والبريطانية إلى الاتحاد السوفييتي عبر إيران والكويت.
وقعت بريطانيا مع العراق معاهدة 1930 التي تمنحهم حق إقامة قواعد عسكرية فيه وخلال الحرب قام رئيس الوزراء رشيد عالي الكيلاني بثورة أبريل 1941 ضد بريطانيا بالتعاون مع الألمان لكن البريطانيين قضوا على ثورته واحتفظوا بوجودهم في البلاد.
بعد سقوط فرنسا خضع لبنان وسوريا لسيطرة حكومة فيشي الموالية لألمانيا ولكن في مطلع صيف 1941 استولى الحلفاء على البلدين وانتقل الحكم فيهما إلى حركة فرنسا الحرة التي يتزعمها الجنرال ديغول. أعلنت حركة فرنسا الحرة استقلال سوريا في سبتمبر 1941 ثم استقلال لبنان في 26 نوفمبر 1941 لكن هذا الاستقلال ظل اسميا واستمر الحكم الفعلي بيد الفرنسيين وطالب الشعبان باستقلال صحيح فتحقق لهما الاستقلال سنة 1943 واستكمل اللبنانيون والسوريون استقلالهم باستلام المصالح التي يديرها الفرنسيون وتحقيق جلاء الجيوش الفرنسية عن أراضيهم سنة 1946.
وبرغم الظروف العسكرية الضاغطة انتهز العرب فرصة هزيمة الحلفاء في بداية الحرب ليجهروا بمطالبهم الاستقلالية فلجأ الحلفاء في أكثر من منطقة إلى إغداق الوعود إليهم من أجل امتصاص النقمة الداخلية التي لاقت دعما كبيرا من الألمان الذين دخلوا بدورهم بعض المناطق العربية وأحدثوا فيها تغييرات سياسية وعسكرية لمصلحتهم وخصوصا في العراق وشمال أفريقيا.
ومع ظهور انتصار الحلفاء في المرحلة الثانية من الحرب راحت وعودهم للعرب بالاستقلال تتلاشى وازدادت ممارستهم القمعية وتشددوا في حكمهم للمناطق العربية المستعمرة مما كان له أبعد الأثر في ردود فعل العرب المناهضة لهم.
حدثت في العالم بعد الحرب العالمية الثانية تغيرات سياسية كبرى تمثلت في أفول النجم الأوروبي وبروز الجبارين الولايات المتحدة الأمريكية والاتحاد السوفييتي الذين سيطرا على المقدرات السياسية للعالم وقامت هيئة دولية جديدة على أسس واضحة ترعى السلام وحقوق الإنسان وتدعم تحرر البلدان الخاضعة للاستعمار.
تلك هي منظمة الأمم المتحدة التي أصبحت منبرا لكل النزاعات الدولية وقد ساعد ذلك الدول المستعمرة ومنها الدول العربية في كفاحها من أجل التحرر والاستقلال فلجأ العرب إلى كافة السبل الدبلوماسية والعسكرية لنيل استقلالها والتحرر من السيطرة الخارجية وانتهى ذلك باستقلال بعض الدول العربية كمصر التي راحت تدعم شقيقاتها التي كانت ما تزال تقاوم الاستعمار.
بدأت تظهر ملامح تضامن عربي فعال عبر التفكير بقيام هيئة عربية توحد الموقف العربي. فدعت حكومة الوفد المصرية إلى اتصالات بين الدول العربية المستقلة في ذلك الوقت وانعقد مؤتمر في الإسكندرية سنة 1944 ضم مصر وسوريا ولبنان والعراق والسعودية واليمن وشرق الأردن وتم على إثره وضع بروتوكول الإسكندرية الذي مهد لقيام جامعة الدول العربية سنة 1945 فجعل مقرها في القاهرة وراحت الدول العربية الأخرى تنضم إليها تباعا بعد استقلالها.
ومن مساوئ الحرب العالمية الثانية على الوطن العربي ظهور قضية جديدة شغلت وما تزال تشغل الحيز الأكبر من اهتمام العرب الذين جندوا لها الكثير من طاقاتهم هي القضية الفلسطينية فقد كانت بريطانيا قد شجعت على دخول اليهود إلى فلسطين خلال فترة الانتداب بهدف تطبيق وعد بلفور الذي نص على إعطائهم وطنيا قوميا في فلسطين فأدى ذلك إلى صراع بين العرب واليهود. وبعد انتهاء الحرب العالمية الثانية رفعت بريطانيا النزاع العربي اليهودي في فلسطين إلى هيئة الأمم المتحدة وبدأت مأساة الشعب الفلسطيني عندما أقرت الأمم المتحدة تقسيم فلسطين إلى دولتين عربية ويهودية في سنة 1947.
وفي سنة 1948 أعلن الصهاينة قيام دولة إسرائيل فهب العرب إلى منع ذلك ودخلت جيوشهم إلى المناطق التي احتلها اليهود لكن مجلس الأمن التابع للأمم المتحدة أعلن الهدنة بين الطرفين المتقاتلين فسمح ذلك للصهاينة بفرض الأمر الواقع وتكريس الكيان الصهيوني جسما غريبا في قلب الوطن العربي يعمل على تهجير الشعب الفلسطيني وتهديد أمن العرب.

## وصلات خارجية
- Anglo/German Agreement of 1935
- Stresa Agreement, April 14, 1935